# Klimazone

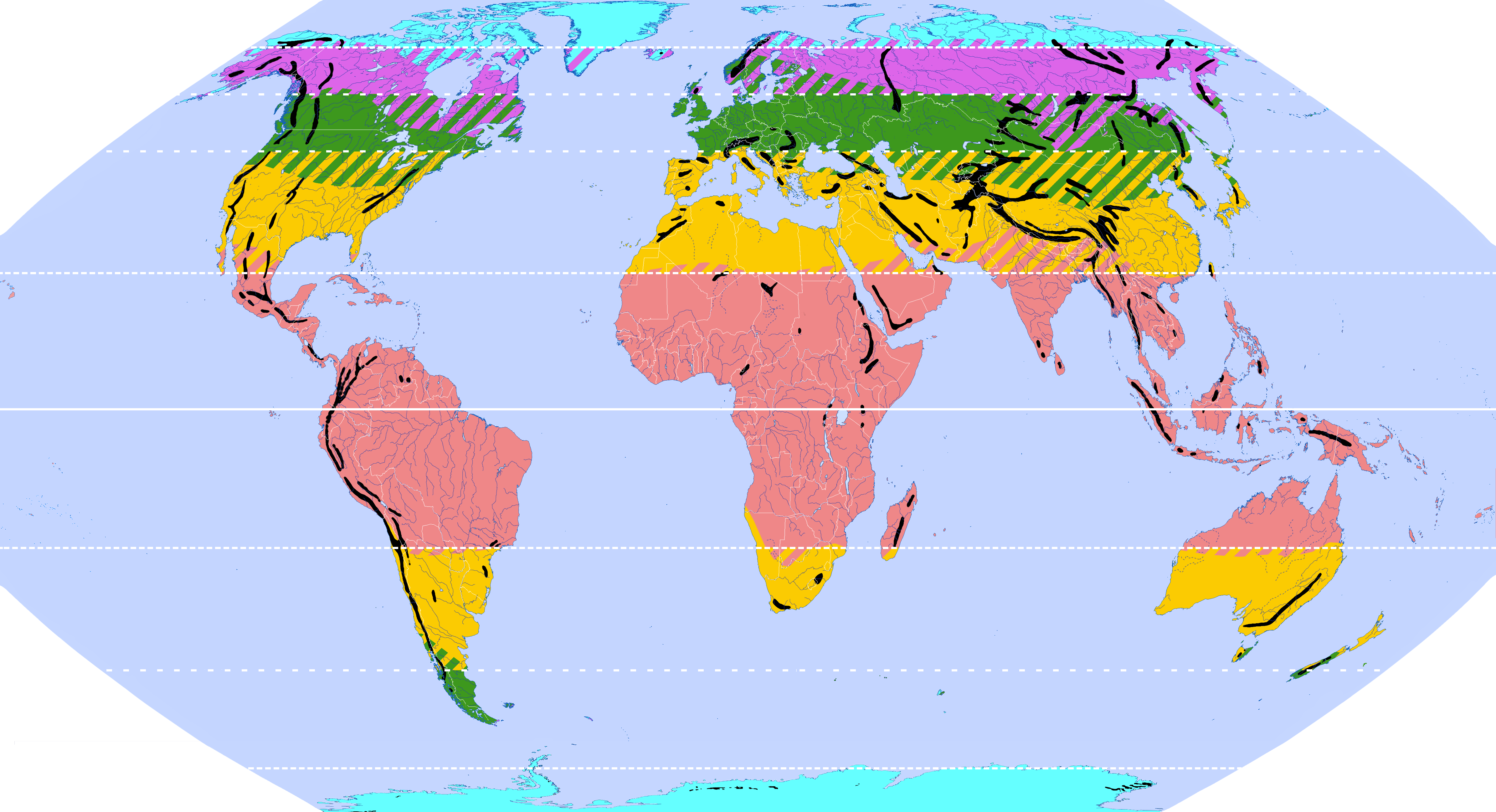
Klimazonen der Erde: Solare Grenzen (Breitenkreise), mittlere thermische Grenzen (Schraffuren)

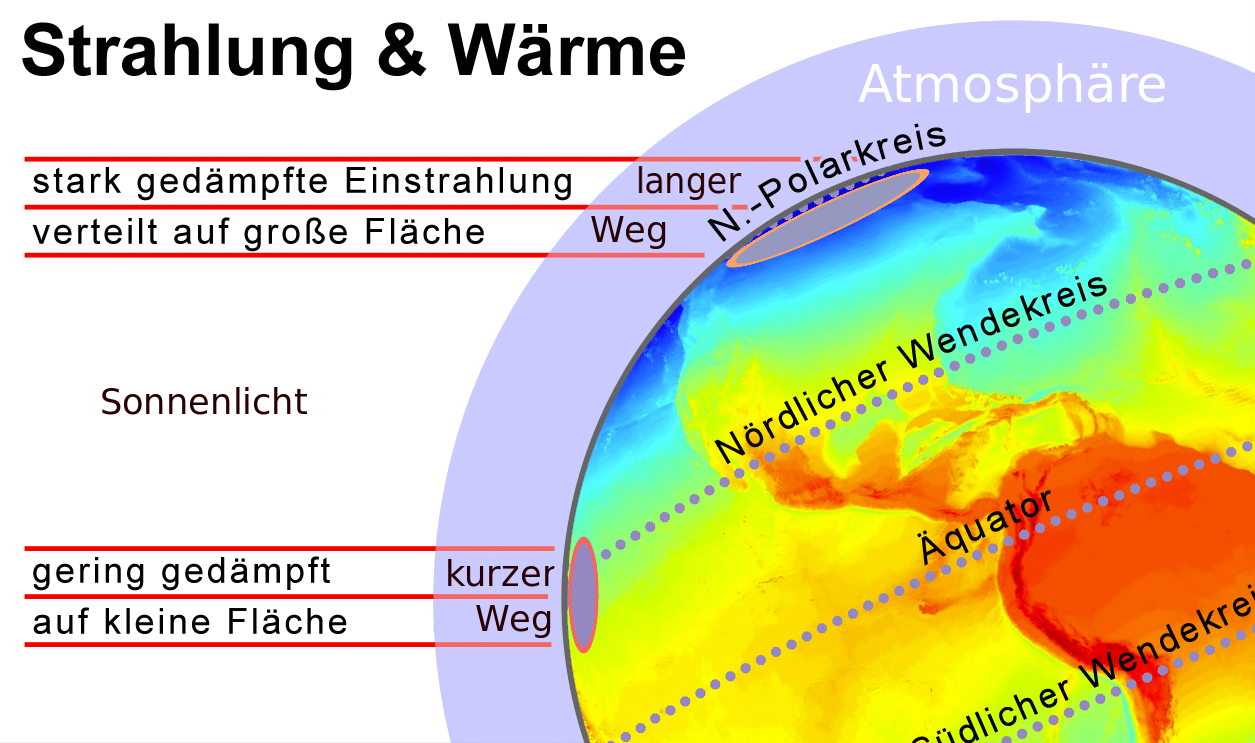
Die Strahlung der Sonne (rote Linien) und der Wärmehaushalt der Erde (Farbspektrum von rot nach blau) in Bezug zu den Polar- und Wendekreisen sind die Grundlage aller Klimazonenmodelle

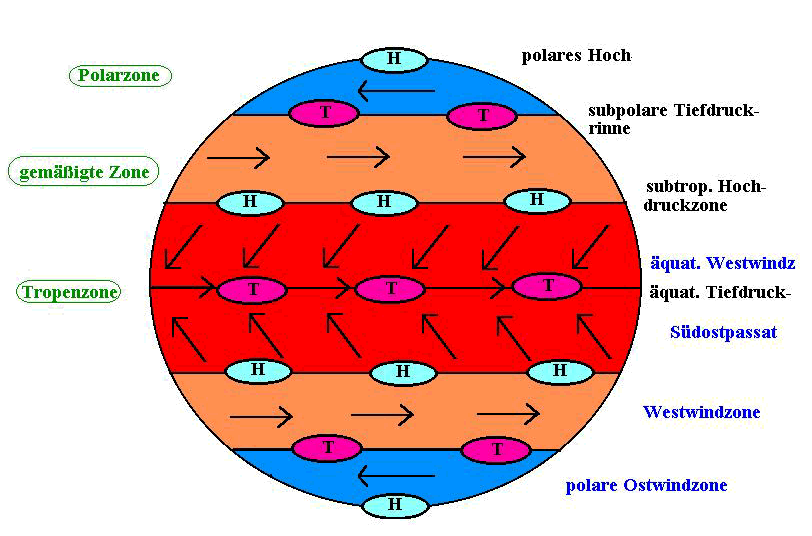
Auch die Wind- und Luftdruckgürtel der Erde sind zur Abgrenzung der drei Haupt-Klimazonen geeignet

Eine Klimazone (auch Klimagürtel) ist im engen Sinne ein (gedanklich konstruierter), sich parallel zu den Breitenkreisen in Ost-West-Richtung um die ganze Erde erstreckender (geozonaler) Bereich der Biosphäre, der durch mehrere bestimmte Klimatypen gekennzeichnet ist, die nur innerhalb dieser Zone vorkommen. Die Abgrenzung zu anderen Klimazonen erfolgt ausschließlich über gleichartige geophysikalische Bedingungen (Globalstrahlung, Lufttemperatur oder Wind- und Luftdruckgürtel), die eine direkte Folge der zonentypisch wechselnden Sonnenstände im Tages- und Jahresverlauf sind.
Allein aus der Zuordnung eines geographischen Raumes zu einer (globalen) Klimazone lässt sich kein vollständiges Klima ableiten. Dies leistet erst die Untergliederung einer Zone durch sekundäre Klimaelemente und -faktoren wie Niederschlag oder Luftfeuchtigkeit. Dabei ergeben sich (in der Regel) für jede Zone mehrere Regionen gleichartiger Makroklimate, die sich zwischen der gedachten Nord- und Südgrenze einer Zone auf verschiedenen Kontinenten mehrfach wiederfinden und als Klimatypen bezeichnet werden. Allgemeine Bezeichnungen wie „tropisches-" oder "gemäßigtes Klima“ usw. sind daher immer unvollständig und müssten korrekterweise mindestens einen Hinweis auf die Niederschlagsverhältnisse enthalten (etwa „immerfeuchtes Tropenklima“ oder „trocken-kontinentales Klima der gemäßigten Zonen“).
Im weiteren Sinne wird der Klimazonenbegriff häufig auch als Synonym für die einzelnen Klimaregionen einer Zone verwendet (beispielsweise: USDA-Klimazonen oder Höhenzone im Gebirge) und verliert dadurch seinen eindeutig geozonalen Bezug. Diese unscharfe Verwendung des Zonenbegriffes auf Teilräume ist in Biogeographie, Geobotanik und Ökologie üblich (siehe etwa Ökozone oder Vegetationszone) und führt außerhalb der Wissenschaften häufig zu Missverständnissen.
Grundsätzlich werden zwei geozonale Klimazonenmodelle unterschieden: Die primären Beleuchtungsklimazonen – die nach der Sonneneinstrahlung und dem Strahlungshaushalt der Erde festgelegt werden – und die sekundären Thermischen Klimazonen (in Schulbüchern auch Temperaturzonen genannt) – die insbesondere durch Lufttemperaturen (bestimmte Mittelwerte), Frost und Temperaturverläufe der Jahres- oder Tageszeitenklimata; nachrangig etwa durch die thermische Vegetationsperiode oder typische Luftdruck- und Windsysteme sowie Bewölkungsgrade – gebildet werden.
Die Grundlage für die Tatsache, dass die durchschnittliche Wärmemenge auf der Erdoberfläche von den Polen in Richtung Äquator zunimmt, liegt an der Kugelgestalt der Erde, die je nach Breitenkreis unterschiedliche Einfallswinkel der Sonnenstrahlen bedingt (am Nord- und Südpol ganzjährig sehr tief, am Äquator ganzjährig sehr hoch). Damit nimmt die Strahlungsenergie (geomathematisch berechenbar) Richtung Äquator entsprechend zu. Dies ist die primäre Ursache für die Entstehung der unterschiedlichen Klimate auf dem Planeten.
Klimazonen sind die Grundlage der meisten geografischen Klimamodelle, mit deren Hilfe eine erste Gliederung der Erde nach den thermischen Verhältnissen vorgenommen wird.
Das Klima der Erde unterliegt einem steten Wandel, der sich in der Regel in sehr langen Zeiträumen von mehrere tausend bis Millionen von Jahren vollzieht. Die derzeit stattfindende, vom Menschen verursachte Klimaerwärmung wird zu einer ungewöhnlich schnellen Verschiebung der Klimazonen innerhalb weniger Jahrhunderte – und damit auch aller anderen Geozonen – führen. Obgleich die Übergänge fließend sind und der globale Maßstab enorm groß ist, wird es bei allen Szenarien des IPCC – insbesondere in den Mittelbreiten – zu Verschiebungen kommen, die zu einer Anpassung der Modelle zwingt: Beim bestdenkbaren Szenario etwa ab 2040 und bei Worst-Case ab 2020.

## Grundlagen der globalen Klimazonen

### Daten
Da das Klima der Erde mehr oder weniger großen Schwankungen unterliegt, werden zur Abgrenzung der Klimazonen und aller untergeordneten Klimate die häufigsten, mittleren und extremen Werte aus Zeiträumen von mindestens 30 Jahren verwendet. Sie werden in der Meteorologie als Normalperiode bezeichnet.

### Gliederung der Klimazonen im Überblick

Der Strahlungshaushalt der Erde als „erste Ursache“ der Klimazonen

Der Auftreffwinkel der Sonnenstrahlung bestimmt die Wärmemenge pro Flächeneinheit

Das lateinische Wort clima – griechisch κλίμα klíma – stand ursprünglich für die „Neigung der Erde vom Äquator gegen die Pole“ und gibt damit Beobachtungen wieder, die bereits in der griechischen Antike zur Einteilung der Erde in drei bestimmbare Klimazonen zwischen zwei geomathematisch bestimmbaren Breitenkreisen führte: Dem Sonnwendkreis, an dem die Sonne zur Sommersonnenwende im Zenit (senkrecht am Himmel) steht, während dies nördlich davon nicht vorkommt – und dem Polarkreis, auf dem die Sonne am Tag der Sommersonnenwende nicht untergeht. Folgerichtig wurde diese Abfolge bereits von den damaligen Denkern von der Nordhalbkugel auf die Südhalbkugel projiziert.
So wurden die drei grundlegenden solaren Zonen begrenzt, die nach dem saisonalen Verlauf der Sonnenstände definiert werden. Mit neutralen Bezeichnungen:
- Niedere Breiten – zwischen den Wendekreisen nördlich und südlich des Äquators, mit ein bis (meistens) zwei zenitalen Sonnenständen im Jahr
- Hohe Breiten – von den Polarkreisen bis zu den geographischen Polen, mit polwärts zunehmend längerem Polartag/-nacht
- Mittelbreiten – zwischen den beiden Polar- und Wendekreisen, ohne zenitale Sonnenstände und ohne Polartag/-nacht

Daraus lässt sich folgendes System der Klimazonen (vom Äquator zu den Polen) mit den „klassischen“ Bezeichnungen und verschiedenen Untergliederungen ableiten:
| Solare Klimazonen | Thermische bzw. Physische Klimazonen | Thermische bzw. Physische Klimazonen | Thermische bzw. Physische Klimazonen |
| ----------------- | ------------------------------------ | ------------------------------------ | ------------------------------------ |
| Polargebiete      | Außer- oder Ektropen                 | Polare Zone                          | Polare Zone                          |
| Polargebiete      | Außer- oder Ektropen                 | Polare Zone                          | Subpolare Zone (uneinheitlich)       |
| Mittelbreiten     | Außer- oder Ektropen                 | Gemäßigte Zone                       | Kaltgemäßigte Zone                   |
| Mittelbreiten     | Außer- oder Ektropen                 | Gemäßigte Zone                       | Kühlgemäßigte Zone                   |
| Mittelbreiten     | Außer- oder Ektropen                 | Gemäßigte Zone                       | Warmgemäßigte Zone                   |
| Mittelbreiten     | Außer- oder Ektropen                 | Subtropen                            |                                      |
| Tropen            | Tropen                               | Subtropen (Passatzone)               |                                      |
| Tropen            | Tropen                               | Tropen                               | Randtropen                           |
| Tropen            | Tropen                               | Tropen                               | Äußere Tropen                        |
| Tropen            | Tropen                               | Tropen                               | Innere Tropen                        |

Dies ist wohlgemerkt nur eine tabellarische Darstellung der häufigsten Bezeichnungen und Untergliederungen. Darüber hinaus gibt es weitere abweichende Bezeichnungen (die in den Artikeln zu den einzelnen Klimazonen genannt werden) und weitere Untergliederungen je nach Zielsetzung. So wird beispielsweise die Arktis für die „Circumpolar arctic vegetation map“ statt in zwei, in fünf Subklimazonen eingeteilt (vom Nordpol ausgehend: Hocharktis, nördliche Mittelarktis, südliche Mittelarktis, nördliche Niederarktis, südliche Niederarktis).

### Anordnung und Grenzverläufe

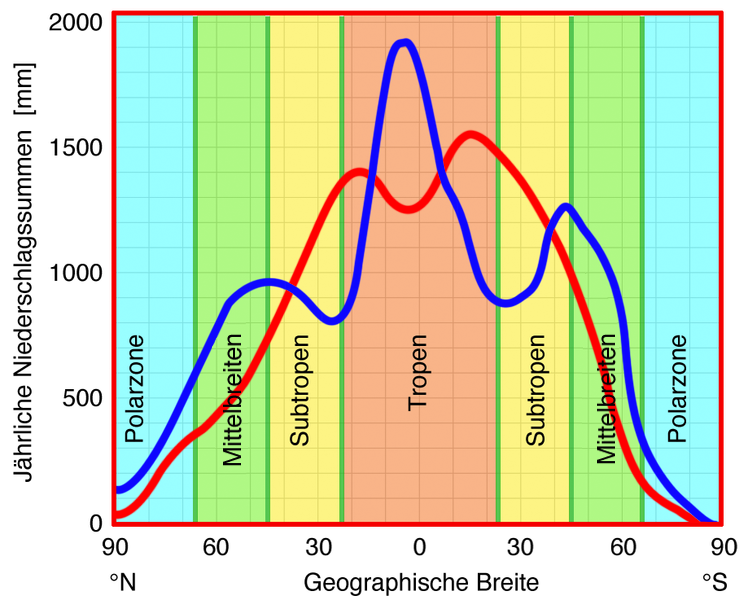
Jährliche Niederschlagssummen und Verdunstungsraten werden verwendet, um die untergliederten Klimate der Klimazonen zu kennzeichnen. Allerdings ergibt sich auch ein typisches Verteilungsmuster, wenn man diese Summen auf ganze Breitengrade bezieht, um die direkte Wirkung der Strahlungsenergie auf den Wasserhaushalt der Erde deutlich zu machen.

Per Definition sind Klimazonen gürtelförmig, in den Polarregionen kreisförmig. Der Verlauf der Zonengrenzen ist modellabhängig konstruiert und gibt keine absoluten Verhältnisse wieder. Je nach Art der verwendeten Klima- oder „Hilfselemente“ (z. B. Lufttemperatur oder Vegetation) können sie aufgrund ausgedehnter Gebirge auch unterbrochen oder unregelmäßig verschoben sein (Zu den Problemen zusätzlicher Höhenklimate siehe beispielhaft die Abweichungen der Klimaklassifikation von Siegmund & Frankenberg gegenüber anderen Modellen).
Bei genetischen Klassifikationsmodellen werden die Grenzen der Klimazonen aus großräumigen Klimafaktoren (vor allem Windsystemen) abgeleitet, die als Planetarische Zirkulation eine direkte Folge der Sonneneinstrahlung und der Erdrotation sind (siehe auch Corioliskraft). Diese Modelle orientieren sich eher an den Ursachen des Klimas. Die Zonengrenzen sind aufgrund der jährlichen Dynamik des atmosphärischen Geschehens und einer „unscharfen“ Datenlage durch schwer zu verortende Messungen nur vage.
Für effektive Klassifikationen werden die Grenzen der Klimazonen (und der untergeordneten Klimaregionen) mit Hilfe der Wirkungen des Klimas am Boden ermittelt, indem die umfangreichen Daten lokaler Wetterstationen genutzt werden. Außerdem wird häufig auf die Verbreitung bestimmter Pflanzenformationen zurückgegriffen, die einen Rückschluss auf die sehr langfristigen Temperatur- und Klimabedingungen in deren Wuchsgebieten zulassen. Dadurch entsteht eine deutliche Übereinstimmung solcher konstruierter Klimatypenmodelle mit den tatsächlichen Vegetationszonen.
Die jüngste Form der Klimaklassifikation ist der integrative Ansatz, für den sowohl genetische als auch effektive Grundlagen verwendet werden.
Die geomathematisch definierten Wende- und Polarkreise suggerieren relativ plötzliche Übergänge zwischen den Beleuchtungsklimazonen. Noch deutlicher erscheint dies beim Blick auf die Grenzlinien in Klimazonenkarten. Tatsächlich sind die Übergänge bei den solaren Zonen vollkommen „stufenlos“ ineinander übergehend. Die große Gleichmäßigkeit macht es andererseits wiederum einfacher, sie im Modell „künstlich“ voneinander abzugrenzen als bei den thermischen Modellen. Die Übergänge sind dort zwar ebenfalls fließend, jedoch führen die komplexeren Grundlagen zu großen Unterschieden: So ist etwa der Wechsel von den Tropen in die Subtropen thermisch nur schwer fassbar und hat bei verschiedenen Ansätzen ganz unterschiedliche Grenzverläufe, während Hochgebirge viel schmalere Übergangsräume verursachen (vgl. Karte der Klimazonen).

## Beleuchtungsklimazonen

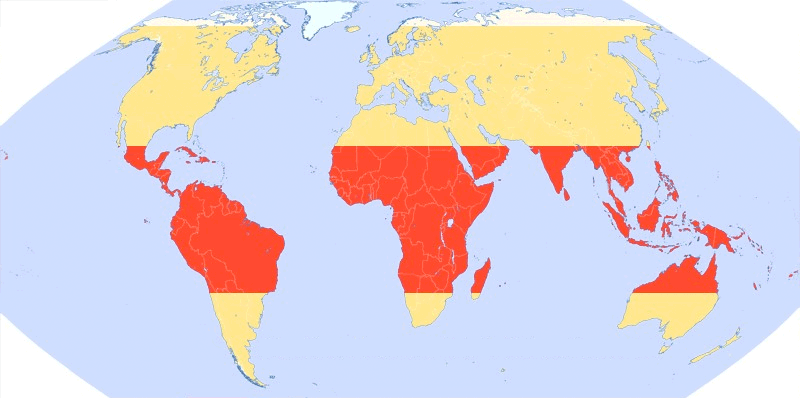
Die Beleuchtungsklimazonen der Erde: von oben/unten zur Mitte: Polarzonen, Mittelbreiten, Tropenzone

Die primäre Ursache aller Klimazonen sind die je nach Breitengrad unterschiedlich starken Sonneneinstrahlungssummen, die aufgrund der annähernden Kugelgestalt der Erde, der Tageslängen und des sich im Jahresgang regelmäßig verändernden Einfallwinkels entstehen (griech. klíma = Neigung).
Aus dieser Tatsache werden (bei Vernachlässigung atmosphärischer Einflüsse) die Beleuchtungsklimazonen – auch astronomische, mathematische oder solare Klimazonen – abgeleitet.

Die Unterteilung der Erde in Beleuchtungsklimazonen wird astronomisch exakt an den Wende- und Polarkreisen vorgenommen; zwei der Besonderen Breitenkreise, die etwa mit der jährlichen Tageslängenschwankung (TLS, nach Lauer, Frankenberg und Rafiqpoor) definiert werden können. Dadurch entstehen die astronomischen Tropen (griech. tropē = Wende) bis zu den Wendekreisen bei ungefähr 23° 26′ Breite (TLS: 0 bis 3 Stunden), die Mittelbreiten bis zu den Polarkreisen bei etwa 66° 34′ (TLS: 3 bis 24 Stunden) und die Polarzonen (griech. pólos Achse) bis zu den Polen bei 90°  (TLS: 24 bis 4380 Stunden). Innerhalb der astronomischen Tropen steht die Sonne zweimal jährlich im Zenit und erreicht immer eine Mittagshöhe von mindestens 43°. In den Polarzonen steht die Sonne während der Polarnächte mittags unter dem Horizont, während sie demgegenüber während der Polartage auch zu Mitternacht über dem Horizont steht; sie erreicht dabei an den Polarkreisen nie eine größere Mittagshöhe als 47° bis hin zu maximal 23° an den Polen. Entsprechend unterschiedlich ist die eingestrahlte Energie.
Die moderne Klimatologie teilt die solaren Mittelbreiten im Hinblick auf die realen Verhältnisse auf der Erdoberfläche ein weiteres Mal am 45. Breitengrad (TLS: 6:50 Stunden). Die Hälfte der niederen Breiten heißt Subtropen, die der hohen Breiten behält die Bezeichnung Mittelbreiten. Die Erdoberfläche ist von den dadurch entstehenden vier Klimazonen vom Äquator zum Pol in vier annähernd gleich breite Gürtel geteilt. Zwischen ihnen unterscheidet sich die solare Strahlung an der Atmosphärenobergrenze neben einer Abnahme der Jahressumme vom Äquator zu den Polen vor allem auch qualitativ:
- Solare Tropen bis 23,5°: Kennzeichnend ist eine im jahreszeitlichen Verlauf annähernd gleichbleibend hohe Strahlungsexposition – im Flachland sowie im Gebirge.

- Solare Mittelbreiten
  - Subtropen bis 45°: Es besteht ein deutlicher jahreszeitlicher Unterschied der Energieeinstrahlung zwischen Sommer und Winter und auf Nord- und Südhängen, wobei der Einfluss der Tageslänge bestimmend ist.
  - Mittelbreiten, bis 66,5°: Die Jahreszeiten sind sehr stark ausgeprägt, vom Hochsommer und vom Hochwinter sind auch Frühling und Herbst klimatisch deutlich zu unterscheiden. Der Einfluss der Sonnenhöhe trägt dazu wesentlich bei.
- Solare Polarzone: extreme jahreszeitliche Unterschiede mit extremen Schwankungen der Tageslängen. Sonn- und Schatthänge spielen keine entscheidende Rolle.

## Thermische Klimazonen

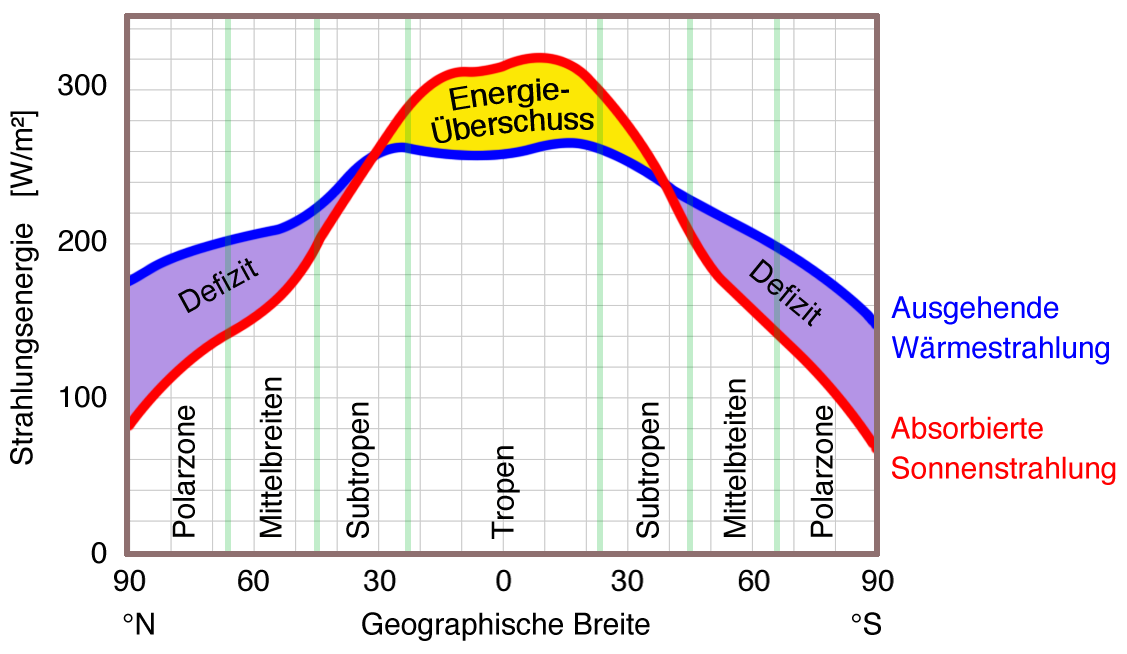
Von der Strahlungsenergie wird vor allem aufgrund des Einstrahlungswinkels je nach Breitengrad unterschiedlich viel absorbiert. Demgegenüber steht die Abgabe von Wärmeenergie als Infrarotstrahlung. Die Differenz beider Größen ergibt die Energiebilanzen der Klimazonen

Die einfachste Herleitung thermischer – also auf den jährlichen Temperaturverlauf bezogener – Klimazonen geschieht über das Verhältnis zwischen der gesamten Sonneneinstrahlung und der von der Erde ausgehenden (reflektierten) Ausstrahlung (= Strahlungsbilanz). Da die Sonne in den Tropen zweimal im Jahr im Zenit (senkrecht am Himmel) steht (direkt an den Wendekreisen einmal) und die Tages- und Nachtlängen im Jahreslauf nur sehr wenig voneinander abweichen, ist die Einstrahlung nach dem Lambertschen Gesetz bei Tag sehr stark und die Verluste – die per Saldo geringer ausfallen – sind ausschließlichen auf die Nächte beschränkt. Dadurch werden die Tropen zum Bereich der Tageszeitenklimate, bei denen die Temperaturunterschiede zwischen Tag und Nacht (thermische Amplitude) größer sind als zwischen den Zeiten der höchsten und niedrigsten Sonnenstände im Jahr. Demgegenüber stehen die Außer- oder Ektropen als Klimazone der Jahreszeitenklimate, die die beiden Bereiche jenseits der Wendekreise abdecken. In diesen Zonen steht die Sonne niemals im Zenit. Die schwächere Einstrahlung der zu den Polen immer niedriger werdenden Sonnenhöchststände (eine Folge der geneigten Erdachse) werden nicht ausreichend durch längere Tage kompensiert, sodass die Ausstrahlungssummen überwiegen, je näher man den Polen kommt. Dies führt vor allem zu größeren Temperaturunterschieden zwischen Sommer und Winter als zwischen Tag und Nacht.
Neben den vorgenannten grundlegenden Effekten hat auch die statische Lufthülle je nach Breitengrad einen erheblichen Einfluss auf die Strahlungsbilanz der Erde (siehe dazu Schaubild am Artikelanfang):
- In den Tropen wird die Einstrahlung durch die starke Bewölkung leicht verringert. Dennoch erreicht die Strahlungsbilanz durch die hohen Sonnenstände einen großen Energieüberschuss.
- In den (trockenen, wolkenarmen) Subtropen werden im Sommer am Boden die absolut höchsten Energieeinstrahlungen erreicht. Die Strahlungsbilanz bewegt sich um den Wert Null.
- In den Mittelbreiten werden am Boden die Unterschiede der Einstrahlung im Winter vom deutlich längeren Weg der Strahlung durch die Atmosphäre verstärkt. Die Strahlungsbilanz ist negativ.
- In den Polarzonen ist die Schwächung der ohnehin schwachen Strahlung durch die Atmosphäre sehr stark. Außerdem wird ein großer Teil der Strahlung an Eisflächen reflektiert. Die Strahlungsbilanz ist stark negativ.

Die Erdrotation und die unregelmäßige Verteilung von Land- und Wasserflächen auf der Erde, die daraus entstehenden Meeresströmungen und die atmosphärische Zirkulation (Wind- und Luftdruckgürtel); sowie Massenerhebungen (Gebirge und Hochländer) sowie das unterschiedliche Rückstrahlvermögen (Albedo) verschiedener Oberflächen verursachen weitere – zum Teil deutliche – Abweichungen der thermischen (physikalischen) Klimawerte von den Idealwerten der solaren Klimazonen.
Diese Bilanzdifferenzen werden durch Wärmetransporte ausgeglichen, die wesentlich das Wettergeschehen bestimmen. Es entsteht die planetarische Zirkulation, die ebenfalls zonal angeordnet ist und entsprechende Auswirkungen auf die Lage der thermischen (physischen) Klimazonen hat.
Die Abweichungen zwischen solaren (mathematischen) und thermischen (realen) Klimazonen werden bei einem Blick auf die Vegetationszonen der Erde und deren nördliche und südliche Grenzen deutlich: Wäre die Erde eine reine, flache Landmasse mit gleichmäßig verteilten Gewässern, würden sie nahezu breitenkreisparallel verlaufen. Da einige Pflanzen (insbesondere Gehölze) ein perfekter Anzeiger für die Klimabedingungen eines Standortes sind, wird die natürliche Pflanzendecke von vielen Klimazonenmodellen mit einbezogen.

### Festlegungen
| — Troll & Paffen | — Lauer, Rafiqpoor & Frankenberg | — Siegmund & Frankenberg |

| Eiswüstenklimate           | Westseitenklimate          | Ostseitenklimate                            |
| Tundrenklimate             | Steppenklimate             | Trockensavannenklimate                      |
| Nadelwaldklimate           | Winterkalte Trockenklimate | Feuchtsavannenklimate                       |
| Mischwaldklimate           | Heiße Trockenklimate       | Tropische Regenwaldklimate                  |
| Gemäßigte Regenwaldklimate | Dornsavannenklimate        | Gebirgsklimate (nicht weiter untergliedert) |

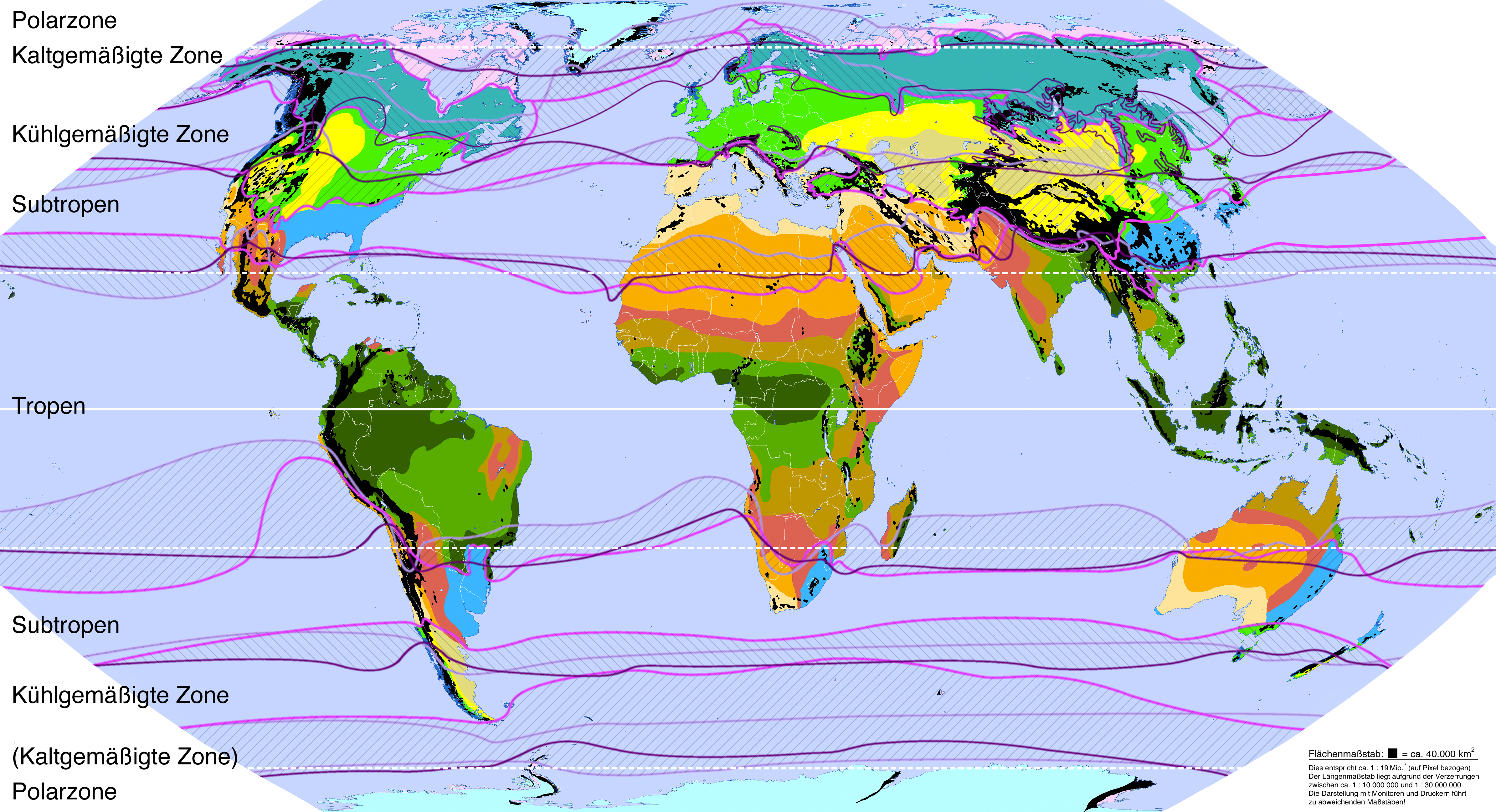
Thermische Klimazonen nach drei bekannten Klassifikationen; Untergliederung nach Klimatypen
Festlegung der Zonengrenzen nach:
„Elementare Klimatypen“ / Klimaregionen

Seit Beginn des 20. Jahrhunderts haben sich etliche Klimatologen im Rahmen von Klassifikationsmodellen an der Problematik der thermischen Zonierung versucht. Dass dabei auch subjektive Gründe eine Rolle spielten, erkennt man etwa an den Festlegungen sowjetischer Autoren, die scheinbar aufgrund ihrer „nördlicheren Perspektive“ die Grenzen der kühlgemäßigten und subtropischen Zone wesentlich weiter nördlich zogen. Kritisiert wird jedoch vor allem das „Begriffschaos“ klimageographischer Fachbegriffe aufgrund stark abweichender Definitionen verschiedener Autoren: Insbesondere die weltweit adaptierten Klimaklassen nach Köppen & Geiger haben Verwirrung gestiftet, da klassische Bezeichnungen wie kaltgemäßigt, subpolar, warmgemäßigt und subtropisch in neuen Bedeutungszusammenhängen verwendet werden, die auch nicht mehr ungefähr den entsprechenden Klimazonen entsprechen.
Die im Folgenden vorgestellten Modelle sind bekannte Klimaklassifikationen, die sich im ersten Schritt an den Klimazonen orientieren. Ihre Festlegungen sind – bis auf den genetischen Entwurf nach Neef – in der abgebildeten Weltkarte dargestellt.

#### Ernst Neef (1954/1989)
Der Entwurf von Ernst Neef, der die Arbeit von Hermann Flohn weiterführte und speziell für den Erdkunde-Unterricht an Schulen geschaffen wurde, war in den 1950er Jahren die bekannteste Genetische Klimaklassifikation. Sie basiert auf der Lage eines Gebietes in einem Windgürtel der atmosphärischen Zirkulation. Deren jährliche Schwankungen betreffen im Wesentlichen nur die Übergänge zwischen den klassischen Klimazonen Tropen, Subtropen, Mittelbreiten und Polargebiete, sodass Neef zwischen den stetigen zonal-globalen Zirkulationssystemen drei alternierende bedingt zonale Übergangszonen – mit einem regelmäßigen Wechsel von z. B. Windrichtungen, oder Druckgebieten – eingefügt hat (siehe Hauptartikel Genetische Klassifikation nach Flohn, Neef und Kupfer). Wird die alternierende Passatklimazone den Subtropen zugerechnet, entsteht dennoch eine Vergleichbarkeit mit den Zonengrenzen anderer Modelle.

#### Troll & Paffen (1964)
Carl Troll und Karlheinz Paffen veröffentlichten 1964 die „Karte der Jahreszeitenklimate“, die auf einer sehr detaillierten Klassifikation der Vegetationsgliederung der Erde im Hinblick auf die Wechselwirkungen der drei klimatischen Hauptelemente Beleuchtung, Temperatur und Niederschlag im Verlauf der Jahreszeiten beruht. Dieses effektive System wird als Grundlage für zahlreiche geographische Fragestellungen herangezogen und ist insbesondere in der Ökologie verbreitet. Die fünf grundlegenden Klimazonen, die durch thermische Andauer- und Schwellenwerte definiert werden, heißen bei Troll & Paffen I Polare- und subpolare Zonen, II Kaltgemäßigte boreale Zone, III Kühlgemäßigte Zone, IV Warmgemäßigte Subtropenzone sowie V Tropische Zone.

#### Lauer, Rafiqpoor & Frankenberg (1996)
Die „Ökophysiologische Klimaklassifikation“, die Wilhelm Lauer, Peter Frankenberg und M. Daud Rafiqpoor 1996 vorlegten, ist die erste Integrative Klimaklassifikation, d. h. sie vereint genetische und effektive Herangehensweisen. Während die konkreten Klimatypen auf Daten effektiver Wirkungen des Systems „Klima–Pflanze–Boden“ basieren, werden die vier (klassischen) Klimazonen Tropen, Subtropen, Mittelbreiten (mit einer weiteren Unterteilung in kalte und kühle Mittelbreiten) sowie Polarregion anhand ursächlicher (genetischer) Daten definiert. Dazu wird die im Abschnitt Beleuchtungsklimazonen bereits beschriebene jährliche Tageslängenschwankung (Längster minus kürzester Tag des Jahres in Stunden) an den „Besonderen Breitenkreisen“ sowie zusätzlich am 45. Breitengrad (rund 7 Stunden für die Grenze zwischen Subtropen und Mittelbreiten) zugrunde gelegt. Die von den idealen Breitenkreislinien abweichenden Zonengrenzen entstehen, indem ermittelt wird, wo der berechnete Wert der jeweiligen Strahlungsbilanz („Soll“) – aufgrund des Einflusses von Meeresströmungen, Winden und Kontinentalmassen – tatsächlich gemessen wird („Ist“). Die zusätzliche Trennlinie zwischen kalten und kühlen Mittelbreiten wird mit der Isothermomene von 4,5 Monaten thermischer Vegetationszeit gebildet. Die Autoren sind der Meinung, dass ihre Festlegung der Klimazonen und -typen der einzige Ansatz mit einer genauen Quantifizierung der Grenzen darstellt. Überdies werden die Klimate der Hochgebirge – im Gegensatz zu anderen Modellen – in die Klassifikation mit einbezogen.

#### Siegmund & Frankenberg (1999/2006)

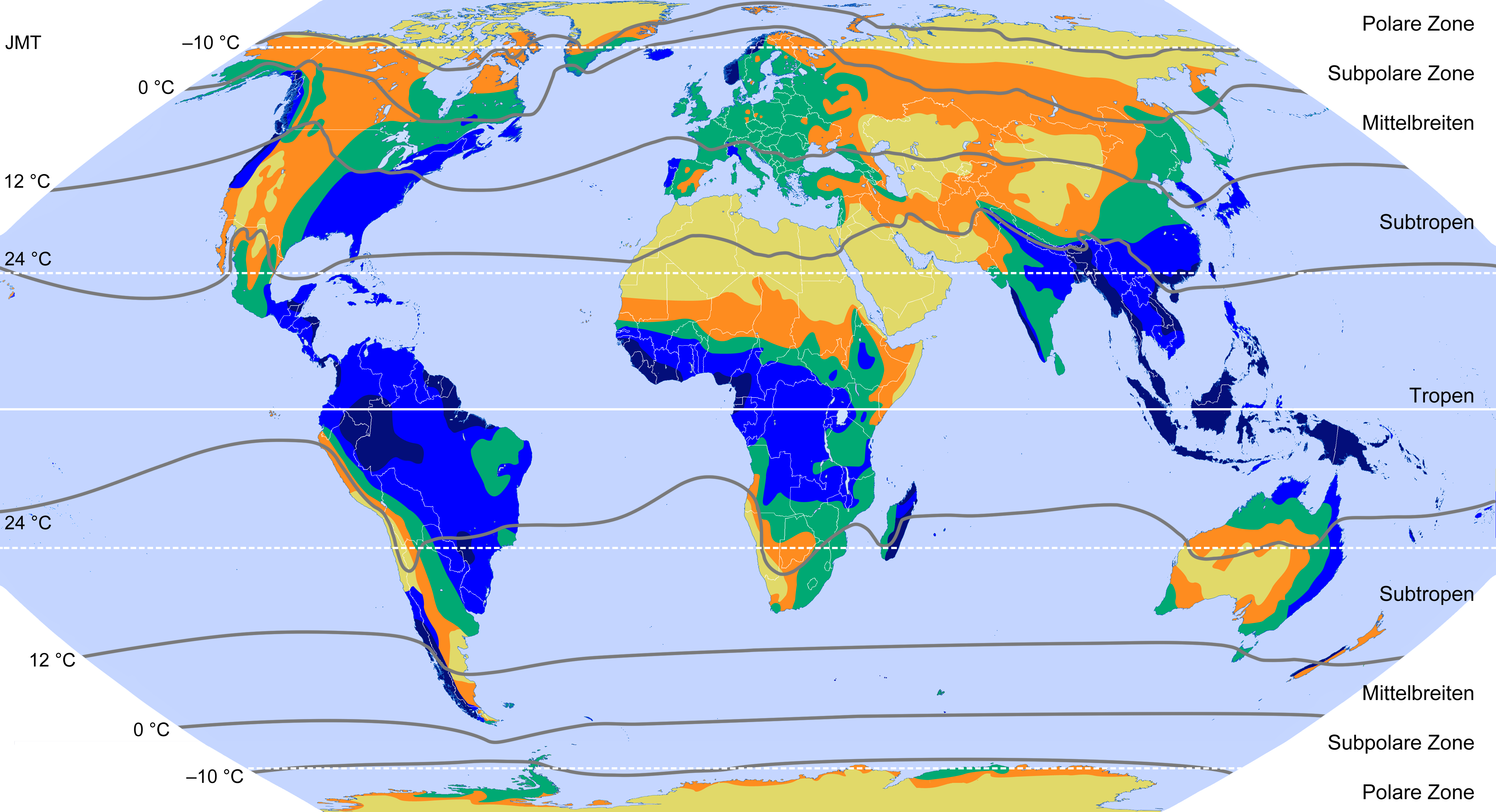
Klimazonen nach Siegmund & Frankenberg (Grenzen nach Jahresmitteltemperaturen = JMT), sowie die globale Verteilung der jährlichen Niederschlagssummen; fünf Bereiche mit vegetationskundlichem Bezug:
< 250 mm (Wüsten und Halbwüsten)
250–500 mm (Boreale Wälder, Steppen u. Savannen)
500–1000 mm (Laubwerfende Wälder)
1000–2000 mm (Hartlaubige Feuchtwälder)
> 2000 mm (Regenwälder)
Grundlage für eine grobe effektive Klimaklassifikation

Ein ebenfalls vermittelnder Ansatz, der effektive und genetische Vorgaben erkennen lässt und der aufgrund seiner klaren Struktur didaktisch wertvoll ist, ist das 1999 entstandene und 2006 überarbeitete „Baukastensystem“ von Alexander Siegmund und Peter Frankenberg: Ihre Karte „Klimate der Erde“ hat vier Gliederungsebenen, die aufeinander aufbauen. Die Klassifikation beruht nur auf den drei Klimaelementen Temperatur, Niederschlag und potenzielle Landschaftsverdunstung und verzichtet auf einen Abgleich mit der Vegetation, sodass ausschließlich die direkten Wirkungen des Klimas betrachtet werden. Im Gegensatz zu allen anderen Ansätzen haben die Autoren das Problem der extrazonalen Höhenklimate durch eine Umrechnung der Daten auf Meereshöhe gelöst („als ob die Gebirge nicht existieren würden“). Die thermischen Klimazonen werden in der ersten Ebene nach der Jahresdurchschnittstemperatur festgelegt (Abfolge: Polare Zone bis −10 °C / Subpolare Zone bis 0 °C / Mittelbreiten bis 12 °C / Subtropen bis 24 °C / Tropen über 24 °C). Im zweiten Schritt wird zwischen den Tropen und Subtropen eine hygrisch definierte sechste Zone mit mittleren Jahresniederschlägen unter 250 mm eingefügt (sie ist als „untypische“ Klimazone in der Karte nicht enthalten). Die so entstandenen zonalen Klimate bekommen dann neue Bezeichnungen und einen Buchstaben für die weitere Gliederung: A Heiße Zone (Tropen), B Trockenklimate (neu), C Warme Zone (Subtropen), D Kühle Zone (Mittelbreiten), E Kalte Zone (Subpolare Zone) und F Eiszone (Polare Zone).

#### Klimaklassen nach Köppen & Geiger (1918/1928–1939/1961)

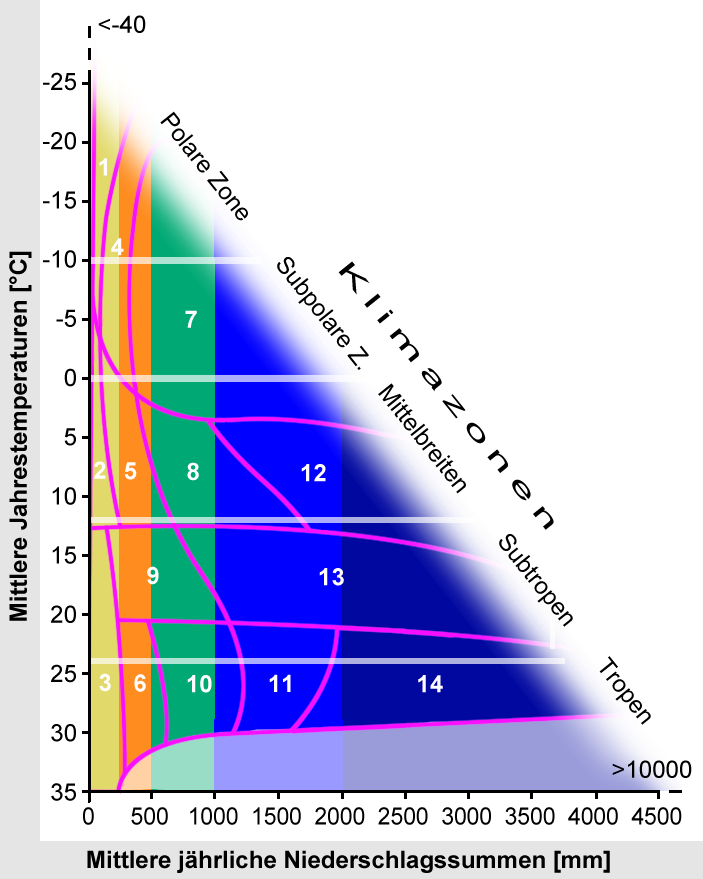
Klimazonen und Niederschlagsbereiche wie in der darüberstehenden Karte, unterlegt mit der idealisierten Abgrenzung der wichtigsten terrestrischen Pflanzenformationen, die den in der Tabelle genannten Klimatypen entsprechen: Die unscharfe Ableitung allein durch die Jahrestemperaturen und -niederschläge wird hier erkennbar.

„Dagegen ist mein Streben in erster Linie nicht, die Erdräume nach klimatischen Merkmalen zu scheiden, sondern die Klimate selbst in ein gewisses System zu bringen und dann festzustellen, wo sie sich finden“

In sehr vielen Veröffentlichungen wird der Begriff der Klimazone auch mit der weit verbreiteten effektiven Klimaklassifikation von Köppen und Geiger in Verbindung gebracht. Köppen selbst (und Rudolf Geiger in der Fortführung) hat jedoch für seine oberste Gliederungsebene bewusst die Bezeichnung Klimaklassen gewählt und den Zonenbegriff nur dreimal in beschreibenden Zusammenhängen – nicht aber als Synonym für Klimaklasse – verwendet. Zudem ist in den bekannten Köppen-Klimakarten im Gegensatz zu anderen effektiven oder integrativen Ansätzen eine Abgrenzung von weltumspannenden „Klimagürteln“ nur indirekt erkennbar. Während die anderen hier vorgestellten und etliche weitere Autoren zuerst die Grenzen der (klassischen) Klimazonen nach ihren Grundsätzen festhielten und dann die untergeordneten Klimatypen definierten, hat Köppen im ersten Schritt die einzelnen Klimate anhand von Wärme- und Wassermangelgrenzen der großen irdischen Pflanzenformationen abgegrenzt und lokalisiert. Erst danach hat er sie in elf Hauptklimate und fünf Klimaklassen zusammengefasst, die anschließend (naturgemäß) viele Übereinstimmungen mit den Klimazonenmodellen aufwiesen. Streng genommen gibt es bei Köppen jedoch nach wie vor keine Klimazonen nach der klassischen solar/thermischen Definition, da sein Ansatz bereit hygrische Klimaelemente enthält. Dennoch sprechen viele Autoren in Zusammenhang mit Köppen von Klimazonen statt von Klimaklassen.

## Möglichkeiten der Zonen-Untergliederung
Um dem Namen Klima-Zone gerecht zu werden, ist eine Untergliederung der Zonen nach weiteren Klimaelementen erforderlich: So wie die Jahresdurchschnittstemperatur (die Siegmund & Frankenberg für ihre Festlegung verwenden) eine erste wesentliche Größe der Annäherung an das Klimageschehen der Erde ist, ließe sich durch die zusätzliche Darstellung der Niederschlagssummen eines Jahres eine erste grobe Klimaklassifikation ableiten. Die Lage extremer Klimate – insbesondere der vollariden Wüsten (gelb), der vollhumiden Regenwälder (dunkelblau) – stimmt in der rechts abgebildeten Weltkarte bereits recht genau mit der Wirklichkeit überein.

„Nur durch eine sinnvolle und geschickte Auswahl einiger weniger charakteristischer Klimaparameter lässt sich der Gesamtkomplex ‚Klima‘ überhaupt wissenschaftlich erfassen und beschreiben“, wie Siegmund festhält. Die Ziele von Klimaklassifikationen sind vielfältig und sie folgen der Prämisse „So wenige Typen und Regionen wie möglich, aber so viele wie nötig“. Für den Allgemeingebrauch und zur Festlegung einer übersichtlichen Anzahl geographischer Räume ist es wünschenswert, die Zahl der Makroklimate bzw. Klimatypen auf ein Minimum zu reduzieren – ohne die tatsächlichen Verhältnisse zu verfälschen. In diesem Sinne ist etwa das Modell der Ökozonen nach Jürgen Schultz entstanden, der die große, unübersichtliche Zahl der effektiven „Jahreszeitenklimate“ nach Troll & Paffen auf die neun wesentlichsten Klimate reduziert hat (Auf dieser Ebene sind es noch rein klimatisch definierte Regionen; erst die weitere Untergliederung bezieht sekundäre ökologische Merkmale mit ein). Genetische und integrative Modelle bleiben hier außen vor, da sie zu wenige Parameter verwenden, um die realen „gesamtklimatischen“ Verhältnisse abzubilden. Sie wurden für andere Zwecke geschaffen.
Bei der folgenden Darstellung (die auch Grundlage der Karte im Abschnitt Festlegungen ist) handelt es sich um eine beispielhafte Einteilung, die sich im Wesentlichen an die Arbeit von Schultz anlehnt. Sie dient in den einzelnen Klimazonen-Artikeln dazu, die große Zahl der „realen“ Klimatypen aus den gängigen effektiven Klassifikationsmodellen entsprechend zuzuordnen und damit besser vergleichbar zu machen.
| Klimazone             | Beispielhafte „elementare Klimatypen“ (Anordnung innerhalb der Zonen ungefähr von trocken nach feucht) | Beispielhafte „elementare Klimatypen“ (Anordnung innerhalb der Zonen ungefähr von trocken nach feucht) | Beispielhafte „elementare Klimatypen“ (Anordnung innerhalb der Zonen ungefähr von trocken nach feucht) | Beispielhafte „elementare Klimatypen“ (Anordnung innerhalb der Zonen ungefähr von trocken nach feucht) | Beispielhafte „elementare Klimatypen“ (Anordnung innerhalb der Zonen ungefähr von trocken nach feucht) | Beispielhafte „elementare Klimatypen“ (Anordnung innerhalb der Zonen ungefähr von trocken nach feucht) | Beispielhafte „elementare Klimatypen“ (Anordnung innerhalb der Zonen ungefähr von trocken nach feucht) | Beispielhafte „elementare Klimatypen“ (Anordnung innerhalb der Zonen ungefähr von trocken nach feucht) | Beispielhafte „elementare Klimatypen“ (Anordnung innerhalb der Zonen ungefähr von trocken nach feucht) | Beispielhafte „elementare Klimatypen“ (Anordnung innerhalb der Zonen ungefähr von trocken nach feucht) | Beispielhafte „elementare Klimatypen“ (Anordnung innerhalb der Zonen ungefähr von trocken nach feucht) | Beispielhafte „elementare Klimatypen“ (Anordnung innerhalb der Zonen ungefähr von trocken nach feucht) | Beispielhafte „elementare Klimatypen“ (Anordnung innerhalb der Zonen ungefähr von trocken nach feucht) | Beispielhafte „elementare Klimatypen“ (Anordnung innerhalb der Zonen ungefähr von trocken nach feucht) | Beispielhafte „elementare Klimatypen“ (Anordnung innerhalb der Zonen ungefähr von trocken nach feucht) | Beispielhafte „elementare Klimatypen“ (Anordnung innerhalb der Zonen ungefähr von trocken nach feucht) | Beispielhafte „elementare Klimatypen“ (Anordnung innerhalb der Zonen ungefähr von trocken nach feucht) | Beispielhafte „elementare Klimatypen“ (Anordnung innerhalb der Zonen ungefähr von trocken nach feucht) | Beispielhafte „elementare Klimatypen“ (Anordnung innerhalb der Zonen ungefähr von trocken nach feucht) | Beispielhafte „elementare Klimatypen“ (Anordnung innerhalb der Zonen ungefähr von trocken nach feucht) | Beispielhafte „elementare Klimatypen“ (Anordnung innerhalb der Zonen ungefähr von trocken nach feucht) | Beispielhafte „elementare Klimatypen“ (Anordnung innerhalb der Zonen ungefähr von trocken nach feucht) | Beispielhafte „elementare Klimatypen“ (Anordnung innerhalb der Zonen ungefähr von trocken nach feucht) | Beispielhafte „elementare Klimatypen“ (Anordnung innerhalb der Zonen ungefähr von trocken nach feucht) | Beispielhafte „elementare Klimatypen“ (Anordnung innerhalb der Zonen ungefähr von trocken nach feucht) | Beispielhafte „elementare Klimatypen“ (Anordnung innerhalb der Zonen ungefähr von trocken nach feucht) | Beispielhafte „elementare Klimatypen“ (Anordnung innerhalb der Zonen ungefähr von trocken nach feucht) | Beispielhafte „elementare Klimatypen“ (Anordnung innerhalb der Zonen ungefähr von trocken nach feucht) | Beispielhafte „elementare Klimatypen“ (Anordnung innerhalb der Zonen ungefähr von trocken nach feucht) | Beispielhafte „elementare Klimatypen“ (Anordnung innerhalb der Zonen ungefähr von trocken nach feucht) | Beispielhafte „elementare Klimatypen“ (Anordnung innerhalb der Zonen ungefähr von trocken nach feucht) | Beispielhafte „elementare Klimatypen“ (Anordnung innerhalb der Zonen ungefähr von trocken nach feucht) | Beispielhafte „elementare Klimatypen“ (Anordnung innerhalb der Zonen ungefähr von trocken nach feucht) | Beispielhafte „elementare Klimatypen“ (Anordnung innerhalb der Zonen ungefähr von trocken nach feucht) | Beispielhafte „elementare Klimatypen“ (Anordnung innerhalb der Zonen ungefähr von trocken nach feucht) | Beispielhafte „elementare Klimatypen“ (Anordnung innerhalb der Zonen ungefähr von trocken nach feucht) | Beispielhafte „elementare Klimatypen“ (Anordnung innerhalb der Zonen ungefähr von trocken nach feucht) | Beispielhafte „elementare Klimatypen“ (Anordnung innerhalb der Zonen ungefähr von trocken nach feucht) | Beispielhafte „elementare Klimatypen“ (Anordnung innerhalb der Zonen ungefähr von trocken nach feucht) | Beispielhafte „elementare Klimatypen“ (Anordnung innerhalb der Zonen ungefähr von trocken nach feucht) | Beispielhafte „elementare Klimatypen“ (Anordnung innerhalb der Zonen ungefähr von trocken nach feucht) | Beispielhafte „elementare Klimatypen“ (Anordnung innerhalb der Zonen ungefähr von trocken nach feucht) | Beispielhafte „elementare Klimatypen“ (Anordnung innerhalb der Zonen ungefähr von trocken nach feucht) | Beispielhafte „elementare Klimatypen“ (Anordnung innerhalb der Zonen ungefähr von trocken nach feucht) | Beispielhafte „elementare Klimatypen“ (Anordnung innerhalb der Zonen ungefähr von trocken nach feucht) | Beispielhafte „elementare Klimatypen“ (Anordnung innerhalb der Zonen ungefähr von trocken nach feucht) | Beispielhafte „elementare Klimatypen“ (Anordnung innerhalb der Zonen ungefähr von trocken nach feucht) | Beispielhafte „elementare Klimatypen“ (Anordnung innerhalb der Zonen ungefähr von trocken nach feucht) | Beispielhafte „elementare Klimatypen“ (Anordnung innerhalb der Zonen ungefähr von trocken nach feucht) | Beispielhafte „elementare Klimatypen“ (Anordnung innerhalb der Zonen ungefähr von trocken nach feucht) | Beispielhafte „elementare Klimatypen“ (Anordnung innerhalb der Zonen ungefähr von trocken nach feucht) | Beispielhafte „elementare Klimatypen“ (Anordnung innerhalb der Zonen ungefähr von trocken nach feucht) | Beispielhafte „elementare Klimatypen“ (Anordnung innerhalb der Zonen ungefähr von trocken nach feucht) | Beispielhafte „elementare Klimatypen“ (Anordnung innerhalb der Zonen ungefähr von trocken nach feucht) | Beispielhafte „elementare Klimatypen“ (Anordnung innerhalb der Zonen ungefähr von trocken nach feucht) | Beispielhafte „elementare Klimatypen“ (Anordnung innerhalb der Zonen ungefähr von trocken nach feucht) | Beispielhafte „elementare Klimatypen“ (Anordnung innerhalb der Zonen ungefähr von trocken nach feucht) | Beispielhafte „elementare Klimatypen“ (Anordnung innerhalb der Zonen ungefähr von trocken nach feucht) | Beispielhafte „elementare Klimatypen“ (Anordnung innerhalb der Zonen ungefähr von trocken nach feucht) | Beispielhafte „elementare Klimatypen“ (Anordnung innerhalb der Zonen ungefähr von trocken nach feucht) |
| --------------------- | --- | --- | --- | --- | --- | --- | --- | --- | --- | --- | --- | --- | --- | --- | --- | --- | --- | --- | --- | --- | --- | --- | --- | --- | --- | --- | --- | --- | --- | --- | --- | --- | --- | --- | --- | --- | --- | --- | --- | --- | --- | --- | --- | --- | --- | --- | --- | --- | --- | --- | --- | --- | --- | --- | --- | --- | --- | --- | --- | --- |
| Polarzonen            | Eiswüstenklimate (1)                                                                                   | Eiswüstenklimate (1)                                                                                   | Eiswüstenklimate (1)                                                                                   | Eiswüstenklimate (1)                                                                                   | Eiswüstenklimate (1)                                                                                   | Eiswüstenklimate (1)                                                                                   | Eiswüstenklimate (1)                                                                                   | Eiswüstenklimate (1)                                                                                   | Eiswüstenklimate (1)                                                                                   | Eiswüstenklimate (1)                                                                                   | Eiswüstenklimate (1)                                                                                   | Eiswüstenklimate (1)                                                                                   | Eiswüstenklimate (1)                                                                                   | Eiswüstenklimate (1)                                                                                   | Eiswüstenklimate (1)                                                                                   | Eiswüstenklimate (1)                                                                                   | Eiswüstenklimate (1)                                                                                   | Eiswüstenklimate (1)                                                                                   | Eiswüstenklimate (1)                                                                                   | Eiswüstenklimate (1)                                                                                   | Eiswüstenklimate (1)                                                                                   | Eiswüstenklimate (1)                                                                                   | Eiswüstenklimate (1)                                                                                   | Eiswüstenklimate (1)                                                                                   | Eiswüstenklimate (1)                                                                                   | Eiswüstenklimate (1)                                                                                   | Eiswüstenklimate (1)                                                                                   | Eiswüstenklimate (1)                                                                                   | Eiswüstenklimate (1)                                                                                   | Eiswüstenklimate (1)                                                                                   | Tundrenklimate (4)                                                                                     | Tundrenklimate (4)                                                                                     | Tundrenklimate (4)                                                                                     | Tundrenklimate (4)                                                                                     | Tundrenklimate (4)                                                                                     | Tundrenklimate (4)                                                                                     | Tundrenklimate (4)                                                                                     | Tundrenklimate (4)                                                                                     | Tundrenklimate (4)                                                                                     | Tundrenklimate (4)                                                                                     | Tundrenklimate (4)                                                                                     | Tundrenklimate (4)                                                                                     | Tundrenklimate (4)                                                                                     | Tundrenklimate (4)                                                                                     | Tundrenklimate (4)                                                                                     | Tundrenklimate (4)                                                                                     | Tundrenklimate (4)                                                                                     | Tundrenklimate (4)                                                                                     | Tundrenklimate (4)                                                                                     | Tundrenklimate (4)                                                                                     | Tundrenklimate (4)                                                                                     | Tundrenklimate (4)                                                                                     | Tundrenklimate (4)                                                                                     | Tundrenklimate (4)                                                                                     | Tundrenklimate (4)                                                                                     | Tundrenklimate (4)                                                                                     | Tundrenklimate (4)                                                                                     | Tundrenklimate (4)                                                                                     | Tundrenklimate (4)                                                                                     | Tundrenklimate (4)                                                                                     |
| Kaltgemäßigte Zone(n) | Nadelwaldklimate* (7)                                                                                  | Nadelwaldklimate* (7)                                                                                  | Nadelwaldklimate* (7)                                                                                  | Nadelwaldklimate* (7)                                                                                  | Nadelwaldklimate* (7)                                                                                  | Nadelwaldklimate* (7)                                                                                  | Nadelwaldklimate* (7)                                                                                  | Nadelwaldklimate* (7)                                                                                  | Nadelwaldklimate* (7)                                                                                  | Nadelwaldklimate* (7)                                                                                  | Nadelwaldklimate* (7)                                                                                  | Nadelwaldklimate* (7)                                                                                  | Nadelwaldklimate* (7)                                                                                  | Nadelwaldklimate* (7)                                                                                  | Nadelwaldklimate* (7)                                                                                  | Nadelwaldklimate* (7)                                                                                  | Nadelwaldklimate* (7)                                                                                  | Nadelwaldklimate* (7)                                                                                  | Nadelwaldklimate* (7)                                                                                  | Nadelwaldklimate* (7)                                                                                  | Nadelwaldklimate* (7)                                                                                  | Nadelwaldklimate* (7)                                                                                  | Nadelwaldklimate* (7)                                                                                  | Nadelwaldklimate* (7)                                                                                  | Nadelwaldklimate* (7)                                                                                  | Nadelwaldklimate* (7)                                                                                  | Nadelwaldklimate* (7)                                                                                  | Nadelwaldklimate* (7)                                                                                  | Nadelwaldklimate* (7)                                                                                  | Nadelwaldklimate* (7)                                                                                  | Nadelwaldklimate* (7)                                                                                  | Nadelwaldklimate* (7)                                                                                  | Nadelwaldklimate* (7)                                                                                  | Nadelwaldklimate* (7)                                                                                  | Nadelwaldklimate* (7)                                                                                  | Nadelwaldklimate* (7)                                                                                  | Nadelwaldklimate* (7)                                                                                  | Nadelwaldklimate* (7)                                                                                  | Nadelwaldklimate* (7)                                                                                  | Nadelwaldklimate* (7)                                                                                  | Nadelwaldklimate* (7)                                                                                  | Nadelwaldklimate* (7)                                                                                  | Nadelwaldklimate* (7)                                                                                  | Nadelwaldklimate* (7)                                                                                  | Nadelwaldklimate* (7)                                                                                  | Nadelwaldklimate* (7)                                                                                  | Nadelwaldklimate* (7)                                                                                  | Nadelwaldklimate* (7)                                                                                  | Nadelwaldklimate* (7)                                                                                  | Nadelwaldklimate* (7)                                                                                  | Nadelwaldklimate* (7)                                                                                  | Nadelwaldklimate* (7)                                                                                  | Nadelwaldklimate* (7)                                                                                  | Nadelwaldklimate* (7)                                                                                  | Nadelwaldklimate* (7)                                                                                  | Nadelwaldklimate* (7)                                                                                  | Nadelwaldklimate* (7)                                                                                  | Nadelwaldklimate* (7)                                                                                  | Nadelwaldklimate* (7)                                                                                  | Nadelwaldklimate* (7)                                                                                  |
| Kühlgemäßigte Zonen   | Winterkalte Trockenklimate (2)                                                                         | Winterkalte Trockenklimate (2)                                                                         | Winterkalte Trockenklimate (2)                                                                         | Winterkalte Trockenklimate (2)                                                                         | Winterkalte Trockenklimate (2)                                                                         | Winterkalte Trockenklimate (2)                                                                         | Winterkalte Trockenklimate (2)                                                                         | Winterkalte Trockenklimate (2)                                                                         | Winterkalte Trockenklimate (2)                                                                         | Winterkalte Trockenklimate (2)                                                                         | Winterkalte Trockenklimate (2)                                                                         | Winterkalte Trockenklimate (2)                                                                         | Winterkalte Trockenklimate (2)                                                                         | Winterkalte Trockenklimate (2)                                                                         | Winterkalte Trockenklimate (2)                                                                         | Steppenklimate (5)                                                                                     | Steppenklimate (5)                                                                                     | Steppenklimate (5)                                                                                     | Steppenklimate (5)                                                                                     | Steppenklimate (5)                                                                                     | Steppenklimate (5)                                                                                     | Steppenklimate (5)                                                                                     | Steppenklimate (5)                                                                                     | Steppenklimate (5)                                                                                     | Steppenklimate (5)                                                                                     | Steppenklimate (5)                                                                                     | Steppenklimate (5)                                                                                     | Steppenklimate (5)                                                                                     | Steppenklimate (5)                                                                                     | Steppenklimate (5)                                                                                     | Mischwaldklimate (8)                                                                                   | Mischwaldklimate (8)                                                                                   | Mischwaldklimate (8)                                                                                   | Mischwaldklimate (8)                                                                                   | Mischwaldklimate (8)                                                                                   | Mischwaldklimate (8)                                                                                   | Mischwaldklimate (8)                                                                                   | Mischwaldklimate (8)                                                                                   | Mischwaldklimate (8)                                                                                   | Mischwaldklimate (8)                                                                                   | Mischwaldklimate (8)                                                                                   | Mischwaldklimate (8)                                                                                   | Mischwaldklimate (8)                                                                                   | Mischwaldklimate (8)                                                                                   | Mischwaldklimate (8)                                                                                   | Gemäßigte Regenwaldklimate (12)                                                                        | Gemäßigte Regenwaldklimate (12)                                                                        | Gemäßigte Regenwaldklimate (12)                                                                        | Gemäßigte Regenwaldklimate (12)                                                                        | Gemäßigte Regenwaldklimate (12)                                                                        | Gemäßigte Regenwaldklimate (12)                                                                        | Gemäßigte Regenwaldklimate (12)                                                                        | Gemäßigte Regenwaldklimate (12)                                                                        | Gemäßigte Regenwaldklimate (12)                                                                        | Gemäßigte Regenwaldklimate (12)                                                                        | Gemäßigte Regenwaldklimate (12)                                                                        | Gemäßigte Regenwaldklimate (12)                                                                        | Gemäßigte Regenwaldklimate (12)                                                                        | Gemäßigte Regenwaldklimate (12)                                                                        | Gemäßigte Regenwaldklimate (12)                                                                        |
| Subtropenzonen        | Heiße Trockenklimate (3)                                                                               | Heiße Trockenklimate (3)                                                                               | Heiße Trockenklimate (3)                                                                               | Heiße Trockenklimate (3)                                                                               | Heiße Trockenklimate (3)                                                                               | Heiße Trockenklimate (3)                                                                               | Heiße Trockenklimate (3)                                                                               | Heiße Trockenklimate (3)                                                                               | Heiße Trockenklimate (3)                                                                               | Heiße Trockenklimate (3)                                                                               | Heiße Trockenklimate (3)                                                                               | Heiße Trockenklimate (3)                                                                               | Heiße Trockenklimate (3)                                                                               | Heiße Trockenklimate (3)                                                                               | Heiße Trockenklimate (3)                                                                               | Dornsavannenklimate (6)                                                                                | Dornsavannenklimate (6)                                                                                | Dornsavannenklimate (6)                                                                                | Dornsavannenklimate (6)                                                                                | Dornsavannenklimate (6)                                                                                | Dornsavannenklimate (6)                                                                                | Dornsavannenklimate (6)                                                                                | Dornsavannenklimate (6)                                                                                | Dornsavannenklimate (6)                                                                                | Dornsavannenklimate (6)                                                                                | Dornsavannenklimate (6)                                                                                | Dornsavannenklimate (6)                                                                                | Dornsavannenklimate (6)                                                                                | Dornsavannenklimate (6)                                                                                | Dornsavannenklimate (6)                                                                                | Westseitenklimate (9)                                                                                  | Westseitenklimate (9)                                                                                  | Westseitenklimate (9)                                                                                  | Westseitenklimate (9)                                                                                  | Westseitenklimate (9)                                                                                  | Westseitenklimate (9)                                                                                  | Westseitenklimate (9)                                                                                  | Westseitenklimate (9)                                                                                  | Westseitenklimate (9)                                                                                  | Westseitenklimate (9)                                                                                  | Westseitenklimate (9)                                                                                  | Westseitenklimate (9)                                                                                  | Westseitenklimate (9)                                                                                  | Westseitenklimate (9)                                                                                  | Westseitenklimate (9)                                                                                  | Ostseitenklimate (13)                                                                                  | Ostseitenklimate (13)                                                                                  | Ostseitenklimate (13)                                                                                  | Ostseitenklimate (13)                                                                                  | Ostseitenklimate (13)                                                                                  | Ostseitenklimate (13)                                                                                  | Ostseitenklimate (13)                                                                                  | Ostseitenklimate (13)                                                                                  | Ostseitenklimate (13)                                                                                  | Ostseitenklimate (13)                                                                                  | Ostseitenklimate (13)                                                                                  | Ostseitenklimate (13)                                                                                  | Ostseitenklimate (13)                                                                                  | Ostseitenklimate (13)                                                                                  | Ostseitenklimate (13)                                                                                  |
| Tropenzone            | Heiße Trockenklimate (3)                                                                               | Heiße Trockenklimate (3)                                                                               | Heiße Trockenklimate (3)                                                                               | Heiße Trockenklimate (3)                                                                               | Heiße Trockenklimate (3)                                                                               | Heiße Trockenklimate (3)                                                                               | Heiße Trockenklimate (3)                                                                               | Heiße Trockenklimate (3)                                                                               | Heiße Trockenklimate (3)                                                                               | Heiße Trockenklimate (3)                                                                               | Heiße Trockenklimate (3)                                                                               | Heiße Trockenklimate (3)                                                                               | Heiße Trockenklimate (3)                                                                               | Heiße Trockenklimate (3)                                                                               | Heiße Trockenklimate (3)                                                                               | Dornsavannenklimate (6)                                                                                | Dornsavannenklimate (6)                                                                                | Dornsavannenklimate (6)                                                                                | Dornsavannenklimate (6)                                                                                | Dornsavannenklimate (6)                                                                                | Dornsavannenklimate (6)                                                                                | Dornsavannenklimate (6)                                                                                | Dornsavannenklimate (6)                                                                                | Dornsavannenklimate (6)                                                                                | Dornsavannenklimate (6)                                                                                | Dornsavannenklimate (6)                                                                                | Dornsavannenklimate (6)                                                                                | Dornsavannenklimate (6)                                                                                | Dornsavannenklimate (6)                                                                                | Dornsavannenklimate (6)                                                                                | Trockensavannenklimate (10)                                                                            | Trockensavannenklimate (10)                                                                            | Trockensavannenklimate (10)                                                                            | Trockensavannenklimate (10)                                                                            | Trockensavannenklimate (10)                                                                            | Trockensavannenklimate (10)                                                                            | Trockensavannenklimate (10)                                                                            | Trockensavannenklimate (10)                                                                            | Trockensavannenklimate (10)                                                                            | Trockensavannenklimate (10)                                                                            | Feuchtsavannenklimate (11)                                                                             | Feuchtsavannenklimate (11)                                                                             | Feuchtsavannenklimate (11)                                                                             | Feuchtsavannenklimate (11)                                                                             | Feuchtsavannenklimate (11)                                                                             | Feuchtsavannenklimate (11)                                                                             | Feuchtsavannenklimate (11)                                                                             | Feuchtsavannenklimate (11)                                                                             | Feuchtsavannenklimate (11)                                                                             | Feuchtsavannenklimate (11)                                                                             | Tropische Regenwaldklimate (14)                                                                        | Tropische Regenwaldklimate (14)                                                                        | Tropische Regenwaldklimate (14)                                                                        | Tropische Regenwaldklimate (14)                                                                        | Tropische Regenwaldklimate (14)                                                                        | Tropische Regenwaldklimate (14)                                                                        | Tropische Regenwaldklimate (14)                                                                        | Tropische Regenwaldklimate (14)                                                                        | Tropische Regenwaldklimate (14)                                                                        | Tropische Regenwaldklimate (14)                                                                        |

Auf der Grundlage dieser „maßgeblichen Klimatypen“ steht die Untergliederung der einzelnen Übersichtskarten in den Artikeln zu den einzelnen Klimazonen.

### Von den Klimazonen zu den Vegetationszonen
An der Auswahl und Benennung der Klimatypen wird bereits der naheliegende Bezug zu den globalen Pflanzenformationen deutlich. Effektive Klimaklassifikationen machen sich die direkten Abhängigkeiten der Pflanzenwelt von Klimaelementen und -faktoren zu Nutze. Klimaregionen beruhen dennoch in erster Linie auf klimatischen Messwerten und künstlich festgelegten Grenzwerten, während Vegetationszonen und die daraus abgeleiteten Biome auf biologischen Beobachtungsdaten beruhen und die realen Verhältnisse abbilden. Je besser die klimatischen Bedingungen für eine Pflanzenformation definiert sind, desto größer wird die Übereinstimmung mit den tatsächlichen Wuchsgebieten sein. Kommt es dennoch zu großflächigen Abweichungen, ist dies ein Indiz für nicht klimatisch begründete Ursachen. Bekannte Beispiele sind etwa die Savannen und subtropisch-feuchten Grasländer oder der Gebirgs-Araukarien-Lorbeerwald in Chile: Klimatisch entsprechen die Savannen weitgehend den regengrünen saisonfeuchten tropischen Wäldern im Anschluss an die immerfeuchten Regenwälder. Wir wissen jedoch heute, dass sie die Feuerlandschaften der Saisonwälder sind, an deren Entstehung der Mensch seit der Frühzeit maßgeblich beteiligt ist. Dies gilt (neben anderen Faktoren) zu einem großen Teil auch für die subtropischen Grasländer (etwa die Pampa Südamerikas oder das Highveld in Südafrika), an deren Stelle ohne das Feuer feuchte Lorbeerwälder stehen würden. Die Araukarienwälder hingegen sind möglicherweise relikthafte subtropische Wälder aus einer früheren Warmzeit, die heute in einem deutlich kühleren Klima stehen.

### Die physisch/thermischen Klimazonen im Einzelnen
Die im Folgenden dargestellten Übersichtskarten der einzelnen Zonen zeigen die jeweilige maximale Ausdehnung einschließlich der Überschneidungen zu den angrenzenden Klimazonen (= schraffierte Flächen, in vergrößerter Ansicht), die durch die unterschiedlichen Grenzziehungen der drei beschriebenen effektiv/integrativen Klassifikationsmodelle entstehen.

#### Tropen

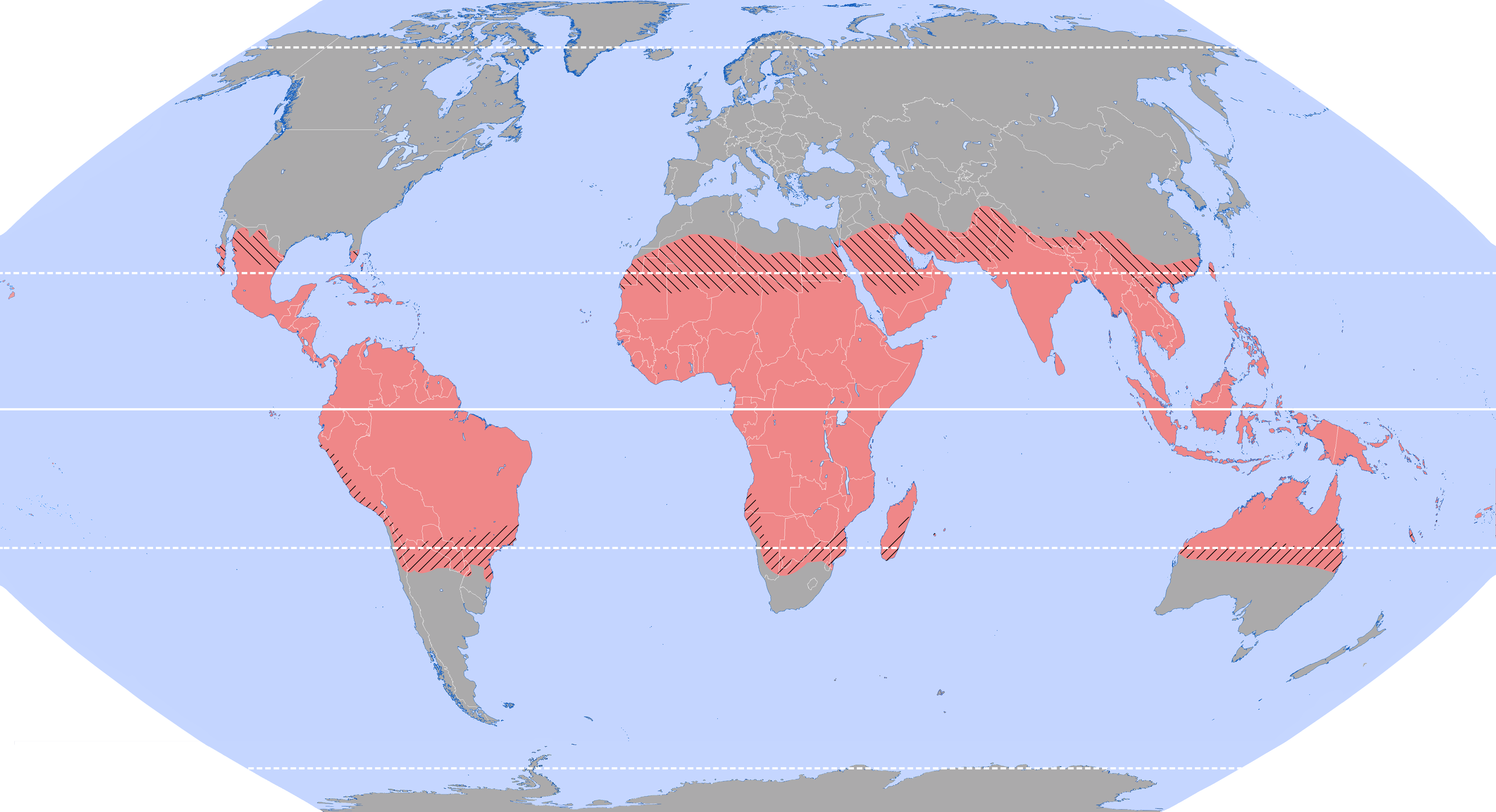
Die Tropen

Die solaren Tropen liegen um den Äquator bis zu den beiden Wendekreisen bei ungefähr 23° 26′ nördlicher und südlicher Breite. Die thermischen Grenzen liegen in den meisten Regionen jenseits der Wendekreise, vor allem auf der Nordhalbkugel.
Die herausragenden Merkmale der Tropen sind die über das gesamte Jahr fast gleichbleibenden Tageslängen, die nur um maximal 3 Stunden schwanken; immer hohe Sonnenständen zur Mittagszeit, größere Temperaturunterschiede zwischen Tag und Nacht als zwischen Juli und Dezember (Tageszeitenklima, bis auf die Randtropen) sowie eine jährliche Regenzeit, deren Dauer mit zunehmender Entfernung vom Äquator abnimmt. Hinzu kommt eine grundsätzliche Frostfreiheit.
Die hoch stehende Sonne verursacht stetig aufsteigende warme Luftmassen in der äquatorialen Tiefdruckrinne: Um den Äquator folgt das Band der windstillen Kalmen dem jahreszeitlich wechselndem Sonnenstand; während nördlich und südlich davon die sehr beständigen Passatwinde bodennah von den Subtropen zum Äquator in zunehmend westlicher Richtung (= Ostwind) wehen.
Die Untergliederung der Tropen ist vielfältig: Als Kalttropen werden die speziellen tropischen Höhenklimate bezeichnet. Demgegenüber stehen die Warmtropen: die großflächigen zonalen Klimatypen, die klimageographisch in drei Subzonen und jeweils weitere „elementare“ Klimatypen unterteilt werden:
Die ganzjährig feuchtheißen tropischen Regenwaldklimate liegen in der äquatorialen Subzone der Inneren Tropen. Daran schließen sich die Äußeren Tropen an, die in die Feuchtsavannen- und Trockensavannenklimate gegliedert werden. Die Bezeichnungen sind vegetationskundlich irreführend, da diese beiden Savannentypen in aller Regel sekundäre Feuerökosysteme sind, während die primäre Klimaxvegetation feuchte regengrüne Monsunwälder und laubwerfende Trockenwälder sind. Im Übergang zur subtropischen Klimazone stehen die Randtropen, die aus den Dornsavannenklimaten und den tropischen Teilen der Heißen Wüsten bestehen.

#### Subtropen

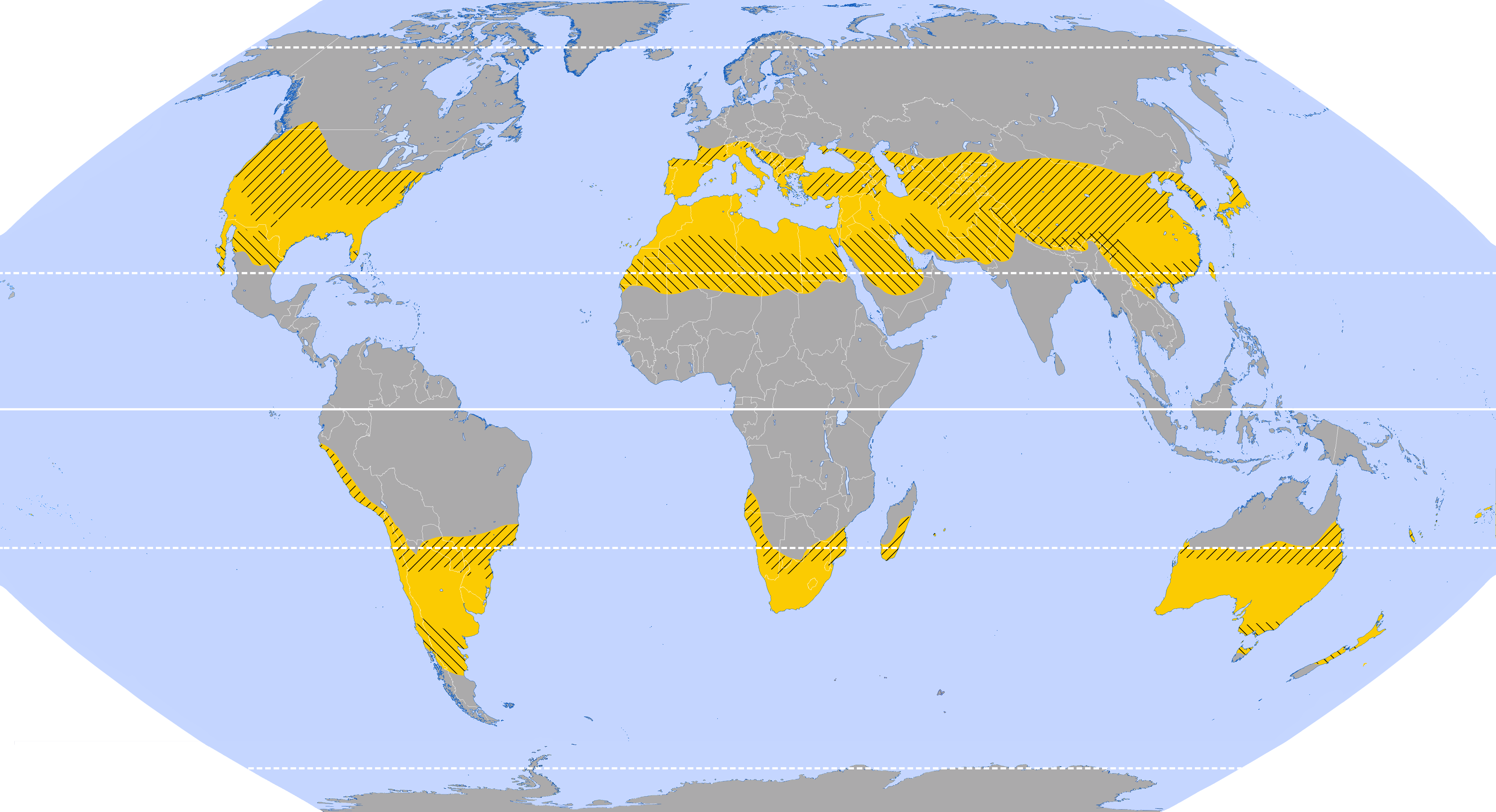
Die Subtropen

Die beiden solaren subtropischen Zonen liegen jeweils zwischen den Wendekreisen und dem 45. Breitengrad. Thermisch werden die Subtropen als die Klimazone mit hoher Sommer- und mäßiger Winterwärme definiert. Die gesamte Klimazone und insbesondere die winterfeuchten Subtropen werden bisweilen auch als warmgemäßigte Zone bezeichnet.
Das herausragende Merkmal aller subtropischer Gebiete ist die Überlappung thermischer und hygrischer Jahreszeitenklimate: Es gibt sowohl deutliche Temperaturunterschiede zwischen Sommer und Winter als auch zwischen Regen- und Trockenzeiten. Im Gegensatz zu den gemäßigten Breiten und den äußeren, sommerfeuchten Tropen dominieren bei den Laubgehölzen immergrüne Arten. Frost kommt in den meisten Gebieten nicht regelmäßig vor. Die Tageslängen schwanken jährlich zwischen 3 und 7 Stunden.
Die beiden sehr stabilen subtropischen Hochdruckgürtel führen im Zentrum zu Windstille oder wechselnden Windrichtungen. Sie sind jedoch ebenfalls der Ursprung der beständig in die Tropen wehenden Passatwinde und unregelmäßiger warmer Südwestwinde in den Mittelbreiten. Die Wetterlagen in den Subtropen sind in der Regel im jeweiligen Sommerhalbjahr langanhaltend und im Winterhalbjahr wechselhaft, wobei Richtung Tropen die Niederschlagssummen deutlich geringer sind.
Innerhalb der Subtropen werden mindestens drei Klimatypen unterschieden: Die meist küstennahen winterfeuchten Hartlaubklimate mit trockenverträglicher Hartlaubvegetation (Wälder oder Buschlandschaften) und die ausgedehnteren immerfeuchten Lorbeerwaldklimate mit feuchten Lorbeerwäldern stehen den Heißen Wüstenklimaten gegenüber, die den größten Teil der Subtropen einnehmen. (Die Dornsavannenklimate reichen als Teil der tropisch/subtropischen Trockengebiete von den äquatorwärts benachbarten Tropen in die subtropische Zone.)

#### Gemäßigte Zone

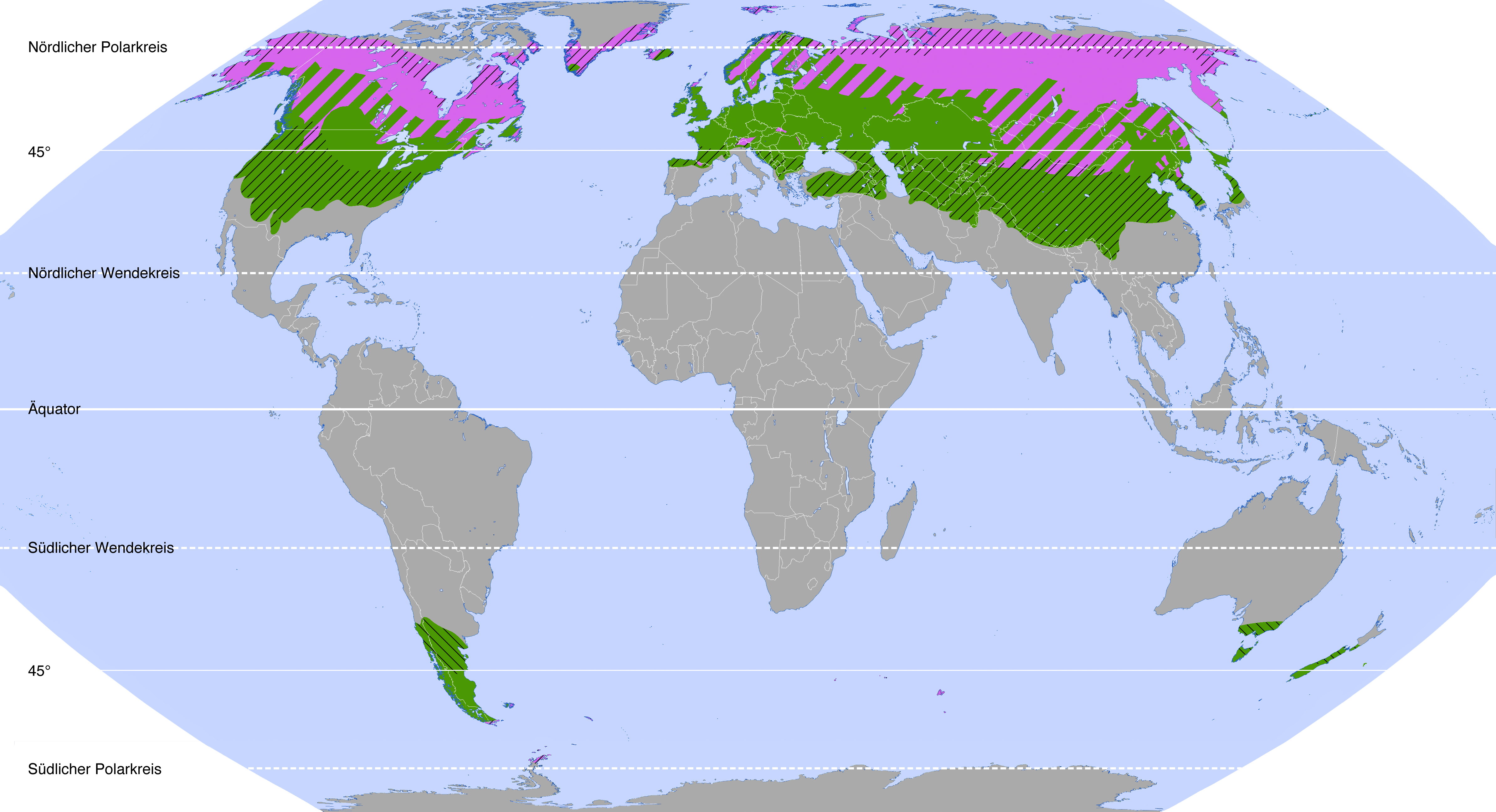
Die gemäßigte Zone
Pink: kaltgemäßigte Zone
Grün: kühlgemäßigte Zone

Die beiden solaren gemäßigten (auch temperierten oder temperaten) Klimazonen (auch: Mittelbreiten genannt) erstrecken sich von den Polarkreisen bis zum fünfundvierzigsten Breitengrad und werden thermisch weiter unterteilt in
- kaltgemäßigte Zone, auch boreale Zone (nach den meisten Autoren nur auf der Nordhalbkugel vorhanden)
- kühlgemäßigte Zone, auch nemorale Zone

Die Grenze zwischen den beiden (Sub)zonen der Nordhalbkugel ist schwer zu definieren. Hilfsweise ist es die Südgrenze des Vorkommens der nordischen Nadelwälder, die praktisch die gesamte kaltgemäßigte Hälfte einnehmen.
Die herausragenden Merkmale aller klimatisch gemäßigter Gebiete sind die überall vorherrschenden ganzjährigen Westwinde in Verbindung mit vier deutlich ausgeprägten thermischen Jahreszeiten, die vor allem am Laubfall der Laubbäume und anschließender Winterkahlheit erkennbar sind. Im Übergangsraum zwischen kühl und kaltgemäßigter Zone dauern alle Jahreszeiten annähernd gleich lang. Im Winter tritt überall regelmäßig Frost auf. Die Tageslängen unterliegen jährlichen Schwankungen von 7 bis 24 Stunden.
Die mittleren Breiten werden auch als Westwindzone bezeichnet, wenngleich Wind und Wetter nirgends auf der Erde so wechselhaft sind. Dies liegt an der Lage zwischen den stabilen polaren und subtropischen Hochdruckgebieten, deren kalte und warme Luftmassen hier zu dynamischen Tiefdrucksystemen in einer ständig sich verlagernden „Verwirbelungszone“ führen. Dies liegt an der Lage zwischen den stabilen polaren und subtropischen Hochdruckgebieten, deren kalte und warme Luftmassen an der sogenannten Polarfront – die meist in der kaltgemäßigten Zone liegt – aufeinandertreffen. In den kühlgemäßigten Breiten kommt es hingegen häufiger zu Warmlufteinflüssen aus dem subtropischen Hochdruckgürtel.
Während die kaltgemäßigte Zone identisch mit den elementaren Nadelwaldklimaten ist, wird die kühlgemäßigte Zone
- entweder nach Kontinentalität in mehr ozeanisch geprägte Klimate – mit geringen jährlichen Temperaturschwankungen und hoher Feuchtigkeit – bis hin zu mehr kontinental geprägte Klimaten – mit hohen Temperaturunterschieden und meist eher geringen Niederschlägen – unterteilt
- oder nach mindestens vier „elementaren“ Klimatypen:
  - Gemäßigte Regenwaldklimate
  - Laubmischwaldklimate
  - Steppenklimate
  - Winterkalte Trockenklimate

#### Polare Zone

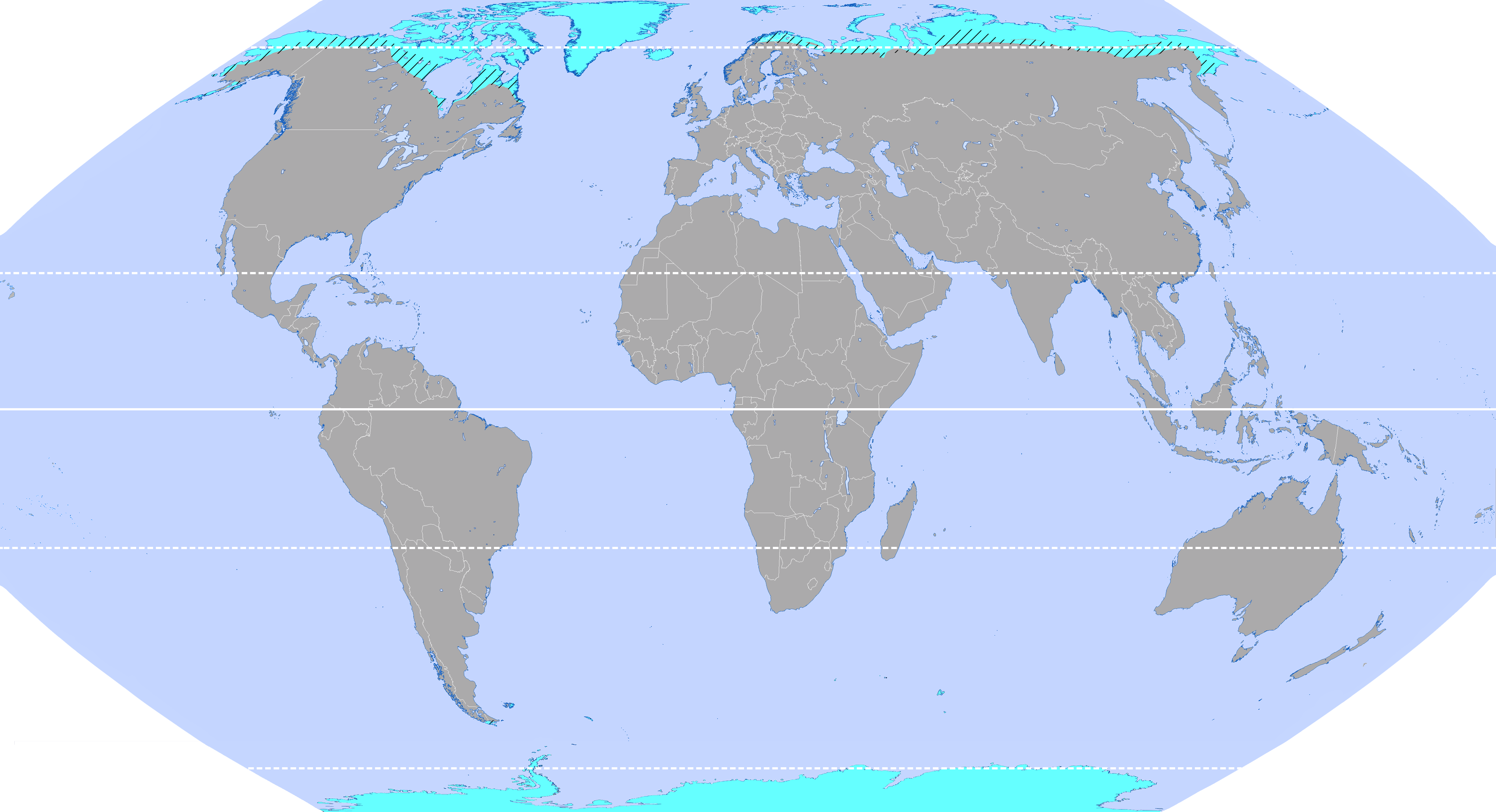
Die polaren Eis- und Kältewüsten

Die beiden Polargebiete – die Arktis im Norden und die Antarktis im Süden – liegen wie zwei Kappen auf der Erde – jeweils mit einem der beiden Pole im Mittelpunkt. Ihr Rand wird nach der solaren Definition von den Polarkreisen gebildet.
Durch diverse Faktoren (insbesondere Luft- und Meeresströmungen) wird die durch die eingestrahlte Sonnenenergie entstehende Wärme unregelmäßig nach Norden oder Süden transportiert. So ist die Hudson Bay in Kanada das halbe Jahr zugefroren, während der Hafen von Hammerfest in Norwegen – mehr als 1000 Kilometer weiter nördlich – das ganze Jahr eisfrei bleibt.
Das herausragende Merkmal aller polarer Klimate ist das Phänomen von Polartag (mit Mitternachtssonne) und Polarnacht, wobei die Sonne länger als 24 Stunden über bzw. unter dem Horizont bleibt. Am Polarkreis dauert das Phänomen zur Sommer- bzw. Wintersonnenwende jeweils genau einen Tag – an den Polen (fast) ein halbes Jahr. Weitere wichtige Merkmale sind sehr lange, sehr kalte Winter mit dauerhaft vergletscherten Regionen, Kältewüsten und Tundren ohne Baumbewuchs.
Über den Polen liegt in der Regel jeweils ein relativ stabiles Hochdruckgebiet, dessen absteigende kalt-trockene Luftmassen die vorherrschenden polaren Ostwinde verursachen.
Die Polargebiete werden in zwei Klimatypen unterteilt: Die Eiswüstenklimate, der fast vegetationslosen und fast gänzlich eisbedeckten Regionen sowie die Tundrenklimate mit baumfreier Tundrenvegetation. Da die Grenzen der beiden Klimatypen in etwa breitenkreis parallel verlaufen, werden sie auch als Subzonen des hochpolaren und subpolaren Klimas bezeichnet (Vorsicht: Subpolares Klima hat mehrere Bedeutungen!)

## Entwicklung der Klimazoneneinteilung
Mathematische Klimazonen gehen zurück auf die antike Klimageographie, wo die Erde, deren Kugelgestalt und Achsneigung bereits bekannt war, an den Wende- und Polarkreisen häufig in insgesamt fünf Zonen unterteilt war (→ Klima (Historische Geographie)). Davon galten im Unterschied zur heißen und den beiden kalten Zonen zunächst nur die beiden gemäßigten Zonen als bewohnbar. Den Zonen der Tropen, der gemäßigten Breiten und des Polargebiets wurden später noch subtropische und (selten) subpolare Zonen (eigentlich „unter dem Wende- bzw. Polarkreis gelegen“) hinzugefügt, die zunächst zur gemäßigten Zone gehörig gedacht wurden. Dieses Prinzip wird bis in die Gegenwart verwendet.
Die im zwanzigsten Jahrhundert geschaffenen Klimaklassifikationen versuchten u. a. auch, dieser Systematik gerecht zu werden. Insbesondere bei den effektiven Klassifikationen, die nur von tatsächlich gemessenen Klimaelementen abhängen, gelang dies zunächst nur bedingt, da sich die Abgrenzung anhand von Temperaturgrößen als problematisch erweist. Bei den von der globalen Zirkulation abgeleiteten genetischen Klassifikationen waren zusätzliche Zonen erforderlich. Die Zonen aller dieser Systeme erhielten folglich auch zum größten Teil andere Benennungen.

### Kulturklimatologie
Eine ähnliche Rolle wie der Sozialdarwinismus im 19. und 20. Jahrhundert (Missbrauch der falsch verstandenen oder bewusst falsch angewandten Darwinschen Evolutionstheorie als Rechtfertigung für Imperialismus, Kolonialismus, Rassismus usw.) spielten davor die Klimazonenlehren, wenn sie ideologisch in Beziehung zu bestimmten Eigenarten des Menschen gestellt wurden. Der Berliner Geograph Hans-Dietrich Schultz hat diese Form des Klimadeterminismus als „Kulturklimatologie“ bezeichnet.
So soll etwa Hippokrates angeblich „typische“ Charaktere und Erscheinungsbilder bestimmter Völker auf die antike Klimalehre bezogen haben: Das feuchtkalte Klima des Nordens führte nach seiner Vorstellung zwar zu kräftigen Körpern, aber einem trägen und zurückgebliebenen Geist; während trockenheiße Klimate zu kleinem Wuchs („weil die Sonne die Feuchtigkeit herausziehe“), aber einem scharfen, beweglichen Geist führen würden. Weitere Vorstellungen sahen Kälte als Ursache für Freiheitsdrang und Unfähigkeit zur Herrschaft und Hitze für Untertanengeist und Despotie. Da die Griechen vom gemäßigten Klima dazwischen geprägt seien, leitete Aristoteles daraus überlegene Eigenschaften ab und begründete damit einen Herrschaftsanspruch über andere Völker.
Auch in der Kolonialzeit versuchten einige Denker, das Klima als Grundlage verschiedener Charaktere der Völker oder als Ursache für eine „Verwilderung“ der Kolonisten zu deuten, was etliche Stereotypen hervorbrachte. Von solchen Vorstellungen ließ sich selbst der strenge Empirist Alexander von Humboldt beeinflussen, der eine Abhängigkeit kultureller Phänomene und der Einstellung des Menschen von den klimatischen Verhältnissen annahm. Carl Ritter – der Begründer der modernen Geographie – ging so weit, jegliche Kultur als Folge der natürliche Umweltfaktoren zu betrachten, die zu einer untrennbaren Verbindung zwischen Land und Volk führen würde. In ähnlicher Weise schuf Friedrich Ratzel Ende des 19. Jahrhunderts eine differenzierte Mensch-Raum-Ideologie, die unter anderem dem rassistischen Gedankengut des Nationalsozialismus als Grundlage diente.

## Klimawandel

Animation: Prognostizierte Verschiebung der Klimazonen nach dem Worst-Case-Szenario des IPCC, beruhend auf den Klimazonen der effektiven Klimaklassifikation nach Köppen und Geiger. Legende und Erläuterungen siehe Folgen der globalen Erwärmung.

Die derzeit stattfindende, vom Menschen verursachte globale Erwärmung wird zweifellos im Laufe der kommenden Jahrzehnte zu einer Verschiebung der Klimazonen führen. In der Regel wird es sich um eine Nordverschiebung (bzw. Höhenverschiebung der Höhenstufen) handeln. Nach Mitteilung des BMBF 1990 wird eine Erhöhung der Temperatur pro Grad Celsius eine Verschiebung der Klimazonen um 100 bis 200 km bewirken.
Entscheidend ist vor allem die Geschwindigkeit, mit der der Klimawandel stattfinden wird. Davon hängt es ab, ob sich die Lebensgemeinschaften anpassen können oder nicht. Ein rascher Anstieg der Temperaturen um mehrere Grad Celsius wird für die meisten Ökosysteme Folgen haben, die jedoch wegen der Komplexität der Systeme schwer vorhersehbar sind. Sicher ist, dass sich das Aussterben von Tier- und Pflanzenpopulationen verstärken wird.